# Organisation de l'armée secrète
Pour les articles homonymes, voir Oas.
 (octobre 2024).
Motif : L'article doit toujours être recyclé : nombreuses listes, nombreux éléments non sourcés, sources à revoir
L'Organisation de l'armée secrète, ou Organisation armée secrète, surtout connue par le sigle OAS, est une organisation terroriste clandestine française d'extrême droite créée le 11 février 1961 pour la défense de la présence française en Algérie par tous les moyens, y compris le terrorisme à grande échelle.
Un an après l'échec de la semaine des barricades, alors que le gouvernement français souhaite manifestement se désengager en Algérie, elle est créée à Madrid, lors d'une rencontre entre deux activistes importants, Jean-Jacques Susini et Pierre Lagaillarde, ralliant par la suite des militaires de haut rang, notamment le général Raoul Salan.
Le sigle « OAS » fait volontairement référence à l’Armée secrète (AS) de la Résistance. Il apparaît sur les murs d'Alger le 16 mars 1961, et se répand ensuite en Algérie et en métropole, lié à divers slogans : « L'Algérie est française et le restera », « OAS vaincra », « l'OAS frappe où elle veut et quand elle veut », etc.
Sur le plan pratique, il ne s'agit pas d'une organisation centralisée unifiée ; d'une façon très générale, elle est divisée en trois branches plus ou moins indépendantes, parfois rivales : l'« OAS Madrid », l'« OAS Alger » et l'« OAS Métro ».
L'OAS est responsable de 1 700 à 2 200 morts, principalement en Algérie.

## Histoire

### Création
L'OAS se présente comme la manifestation la plus radicale de la volonté d'une partie de l'armée et de civils de conserver l'Algérie française, où vivaient un million d'habitants ayant le statut de citoyens français, et huit millions d'Algériens ayant un statut juridique différent. L'Algérie ayant alors le statut de département français, l'OAS voulait s'opposer par tous les moyens à la politique d'autodétermination mise en place par Charles de Gaulle à partir de la fin de l'année 1959.

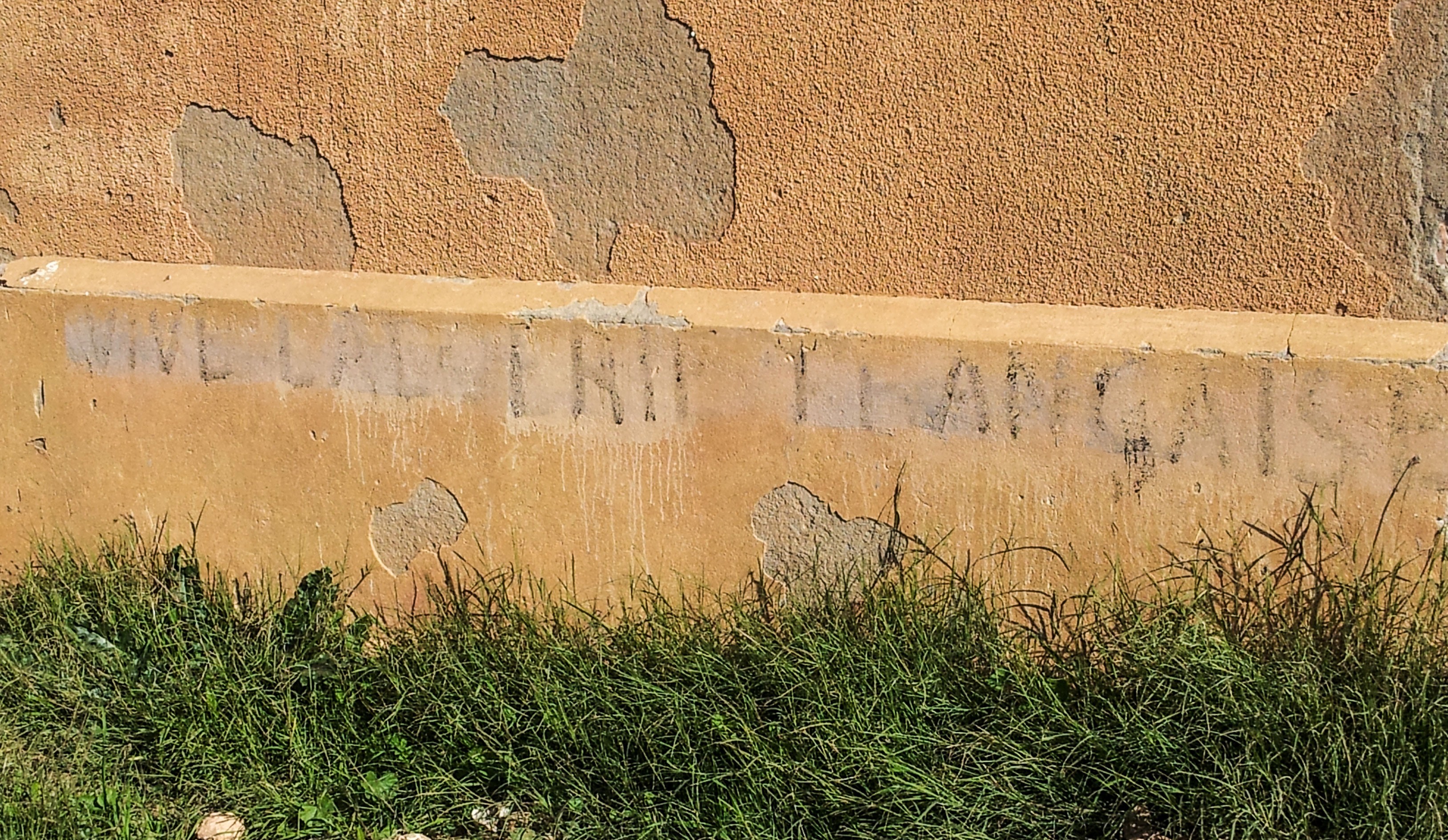
14 décembre 2012 à Djidiouia, ex Saint-Aimé : cinquante ans après dans l'Algérie indépendante, traces d'un slogan : « Vive l'Algérie française », datant des dernières années de l'occupation française en Algérie.

Le général de Gaulle est arrivé au pouvoir en 1958, quelques jours après le putsch d'Alger du 13 mai 1958. Ses premières déclarations (« Je vous ai compris » le 4 juin 1958 à Alger et « Vive l'Algérie française » le 6 juin à Mostaganem) semblent porter les valeurs de l'Algérie française. Néanmoins, il ne manque pas d'annoncer à plusieurs occasions (à Alger, Oran, Constantine, Bône) « qu'il n'y a en Algérie que des Français à part entière avec les mêmes droits et les mêmes devoirs », signifiant de fait que le système colonial tel qu'il existait en Algérie ne pouvait plus être maintenu en l'état, et, après Mostaganem, il ne prononcera plus les mots d'« Algérie française ». La mise en place du plan de Constantine (économique) en octobre 1958 et du plan Challe (militaire) en février 1959 indique la volonté du gouvernement de conserver une Algérie où la France joue un rôle actif et rassure provisoirement les Français d'Algérie. À plusieurs occasions au cours de l'année 1959, de Gaulle souligne le caractère propre de l'Algérie et que son avenir dépendra du vote de ses habitants, mais la plupart de ces déclarations ne suscitent guère de réactions. C'est le discours de De Gaulle du 16 septembre 1959 proposant l'autodétermination sur l'avenir de l'Algérie qui suscite la surprise dans tous les milieux, et la stupéfaction dans la population européenne d'Algérie. Ce discours ouvre trois possibilités : la francisation (un seul pays réunissant la France et l'Algérie et dont tous les citoyens ont les mêmes droits), l'autonomie (une fédération entre la France et l'Algérie), la sécession (conduisant à l'indépendance).
Pour la première fois, il ouvre la possibilité de l'indépendance de l'Algérie.
Le 15 octobre 1959, l'Assemblée nationale valide la politique d'autodétermination par 441 pour et 23 contre. Mais pour ceux qui refusent cette politique, regroupant certains membres de la classe politique (Jacques Soustelle, Georges Bidault), ainsi qu'une partie de l'armée et des Français d'Algérie, c'est une trahison. Le premier fait marquant de la révolte de la population française d'Algérie contre ce discours est la semaine des barricades d'Alger du 24 janvier au 1er février 1960, une partie de l'armée, sans basculer du côté des insurgés, montre néanmoins son indulgence.
Au cours des mois qui suivent, plusieurs mutations mais aussi des procès visent des cadres de cette armée. C'est la mutation du colonel Bigeard, du général Challe, des colonels Godard, Broizat, Argoud, et le limogeage du général Faure, tandis que le colonel Gardes est traduit en justice. L'armée est dessaisie de certains de ses pouvoirs civils. Pierre Lagaillarde et Joseph Ortiz, inculpés, s'évadent en Espagne d'où l'OAS sera fondée. Salan reçoit l'aide de Ramón Serrano Súñer, beau-frère du général Francisco Franco, durant les six mois de son séjour en Espagne franquiste.
Le 8 janvier 1961, le référendum sur l'autodétermination de l'Algérie est approuvé par 75 % des votants. Pour les partisans de l'Algérie française, ce référendum annonce l'abandon de celle-ci.
En février 1961, un groupe, exilé à Madrid à la fin de l'année 1960 pour échapper au procès de la semaine des barricades, se forme autour du général Salan, de Pierre Lagaillarde et de Jean-Jacques Susini et crée l'OAS.
Le 22 avril 1961 se déroule le putsch des généraux à Alger, suivi par environ deux cents officiers. Néanmoins, la plupart des officiers supérieurs adopte une attitude attentiste et la majorité de l'armée reste loyale au pouvoir métropolitain, entraînant l'échec du putsch en quelques jours. À la suite de cet échec, une bonne partie des insurgés ainsi que de nombreux civils désertent et rejoignent la lutte clandestine dans les rangs de l'OAS. La cassure est totale avec de Gaulle et il s'ensuit une véritable guerre entre les membres de l'OAS et l'État. De Gaulle utilisera contre l'OAS aussi bien la police que des groupes illégaux (les barbouzes), mais laissera l'armée en retrait car elle compte dans ses rangs de nombreux sympathisants à la cause « Algérie française » qui sont tentés de rejoindre l'Organisation. Elle ne sera utilisée contre l'OAS qu'après la signature des accords d'Évian, au moment du siège de Bab El Oued, de l'épisode de la fusillade de la rue d'Isly et du maquis de l'Ouarsenis.
Les attentats de l'OAS viseront des personnalités politiques et administratives du gouvernement légal français, des intellectuels ou des organes de presse favorables à une négociation avec le FLN, en Algérie comme en métropole, ainsi que les musulmans soupçonnés de soutenir le FLN. Ses commandos prendront également pour cible les policiers, les enseignants, les fonctionnaires de l'administration fiscale, les commerçants musulmans. Le but des attentats en métropole est de « renverser le régime » ; le général de Gaulle est lui-même victime de tentatives d'assassinat (comme celle de 1961 à Pont-sur Seine, l'objectif de ces opérations terroristes étant d'arrêter le processus qui allait conduire à la décolonisation de l'Algérie.
Les terroristes de l'OAS seront eux-mêmes pourchassés sans répit par les forces gaullistes.
Ses nombreux attentats, souvent aveugles, ne feront qu'aggraver son rejet par l'opinion publique, en Métropole.

### Phase de répression par l’État
Dès le printemps 1961, le commissaire Grassien, sous-directeur de la Police judiciaire (PJ), arrive en Algérie à la tête de quinze officiers. Mais les résultats sont limités, et le groupe regagne la métropole le 9 novembre 1961. Quelques semaines plus tard, le directeur de la PJ, Michel Hacq, les relaie, avec pas moins de deux cents inspecteurs, qui forment la Mission « C ». Ces policiers sont renforcés par un peloton de quinze gendarmes, dirigé par le capitaine Lacoste, et qui avait déjà combattu le Front de libération nationale (FLN). Ce sont ces gendarmes qui arrêtent le général Raoul Salan, le 20 avril 1962, grâce aux renseignements fournis par la Police judiciaire parisienne.
De son côté, le général Charles Feuvrier, chef de la Sécurité militaire (SM), fonde une structure spécifiquement chargée de la lutte anti-OAS en Algérie, la Division des missions et recherches. La Sécurité militaire était jugée peu sûre voire favorable aux idées OAS.
Ces forces officielles sont aidées par des agents de police parallèle, les « barbouzes » (dont le rôle secret et méconnu pourrait avoir été d'attirer l'attention de l'OAS afin que la Mission « C » puisse travailler sereinement et en profondeur, ainsi appelés en raison des postiches qu'ils étaient censés porter (le terme s'est ensuite appliqué à tous les agents secrets, réguliers ou non). Sans mandat officiel, les barbouzes sont recrutés dans divers milieux : des militants et sympathisants de mouvements gaullistes, des champions d'arts martiaux (Jim Alcheik , Raymond Buy Tré[Qui ?], etc.), des Vietnamiens ayant choisi la France pendant la guerre d'Indochine, des marginaux et des truands, comme Jean Augé et le proxénète Georges Boucheseiche[réf. nécessaire], ancien de la Gestapo française et par intermittence, des musulmans (sous la houlette du cheikh Zeknini et de ses fils). Ce recrutement, ainsi que l'acheminement vers l'Algérie, sont assurés par deux ardents partisans du général de Gaulle, Lucien Bitterlin, chef du Mouvement pour la communauté, et par Pierre Lemarchand. Les barbouzes sont chargés de faire du contre-terrorisme, c’est-à-dire des plasticages (à la place de la Sécurité militaire, qui ne pouvait elle-même commettre des attentats), de réaliser des interrogatoires, en collaboration étroite avec les forces de gendarmerie du colonel Debrosse (au cours desquels la torture est utilisée, selon les membres de l'OAS qui les ont subis, Mme Geneviève Salasc,, capitaine Noëlle Lucchetti, Mme Bonadé, Jean Hourdeaux, Charles Daudet, Albert Garcin, Rodenas, Ziano, etc.).
La branche de la mission « C » chargée du renseignement, le CRC (Centre de recherches et de coordination), parvient très rapidement à établir des listes de personnes susceptibles d'appartenir à l'OAS, et manipulant adroitement les barbouzes, remet dès janvier 1962 à Lucien Bitterlin, qui la fait transmettre au FLN par l'intermédiaire de Smaïl Madani, une première liste de membres de l'OAS (noms et pseudonymes, âges et adresses)[réf. nécessaire]. Selon l'historien Yves Courrière, c'est le FLN qui souhaite obtenir des armes auprès de Lucien Bitterlin. Celui-ci refuse mais réussit à se faire communiquer par ses interlocuteurs du FLN une liste de membres de l'OAS. Bitterlin la communique à la mission « C » qui se charge des arrestations. Entre le 5 décembre 1961 et le 20 février 1962, la mission « C » procède ainsi à l'arrestation de 604 membres de l'OAS, dont 69 tueurs et 62 plastiqueurs. Avec les accords d'Évian, le rapprochement s'opère directement entre mission « C » et FLN à Alger et à Oran, et quelques jours plus tard, une seconde liste de membres de l'OAS est remise à Si Azzedine, chef de la Zone autonome d'Alger. Après avoir démantelé en quelques mois l'OAS par l'arrestation de ses chefs, la mission « C » pense ainsi transmettre la basse besogne au FLN[réf. nécessaire]. Mais d'après l'historien Jean-Jacques Jordi « rapidement on s'est rendu compte que le FLN ne s'attaquait pas aux noms des listes des membres de l'OAS mais se servait de ces listes pour couvrir ses exactions ».
Les barbouzes ont été décimés par l'OAS, par des attaques récurrentes, notamment celle du nouvel an 1962 où deux des villas PC furent attaquées par plusieurs deltas équipés de lance-roquettes et surtout par l'explosion d'une machine à ronéotype (qui décimera la première équipe de barbouzes fin janvier 1962), livrée pourtant sous le sceau du secret mais piégée lors de son transit en douane. Puis lorsqu'une seconde équipe de barbouzes moins expérimentée est arrivée, par les attaques contre l'hôtel Rajah où elle se trouve et sa destruction. Le ministre de l'Intérieur Roger Frey jette alors l'éponge pour l'Algérie et fait rapatrier les quelques survivants le 8 mai 1962. Cependant, l'activité de barbouzes et les déplacements fréquents de Pierre Lemarchand entre l'Algérie et la métropole, sous une fausse identité, sont encore relevés fin mai. Le Service d'action civique (SAC) a participé ensuite à la répression de l'OAS, mais de manière assez marginale. En revanche, nombre de ces agents de police parallèle ont rejoint le SAC après 1962, notamment Augé (qui devient chef du SAC pour Lyon et sa région)[réf. nécessaire], ou Georges Boucheseiche[réf. nécessaire].
En métropole, la lutte contre l’organisation armée devient efficace en décembre 1961, avec la formation du Bureau de Liaison. Ce Bureau de Liaison regroupe tous les agents des forces de l’ordre chargés d’enquêter sur l’OAS et d’arrêter ses membres : PJ, DST, RG, Gendarmerie nationale, Sécurité militaire de métropole. Les chefs du bureau de liaison se réunissent tous les soirs et travaillent en contact direct avec le ministre de l'Intérieur Roger Frey, le conseiller de celui-ci chargé la lutte anti-OAS, Alexandre Sanguinetti, et le conseiller spécial de Michel Debré chargé de coordonner l'action des services secrets, Constantin Melnik. En avril 1962, l'éditorialiste Jean Grandmougin, favorable à l'Algérie française et compromis avec l'OAS, est licencié de Radio Luxembourg.
En 1962, un groupe de membres de l'OAS s'était réfugié à Profondeville (Belgique). Tous étaient partis moins d'une heure avant l'intervention de la Gendarmerie belge. De nombreuses armes avaient été retrouvées dans l'immeuble de la rue Antoine-Gémenne[réf. nécessaire].

### Fondation du CNR-OAS
Le 30 mars 1962 le général Salan par ailleurs chef de l'OAS, institue un « Conseil national de la Résistance », censé incarner « la légitimité française » devant « la carence, l’abandon et la trahison des hommes en place ». Le comité exécutif du CNR comprend Georges Bidault ; Jacques Soustelle ; Antoine Argoud, responsable de l'OAS métropole ; Pierre Sergent et Jean Brune. Georges Bidault est nommé président de ce nouveau CNR.
Le CNR «perpétue le combat de l'Organisation armée secrète» selon l'historienne Sylvie Thénault.. En novembre 1962, le général Paul Gardy annonce « le ralliement sans réserve au CNR des éléments combattants de l'ancienne OAS Algérie » dans le journal Appel de la France. Le général Gardy est présenté comme vice-président du « Conseil National de la Résistance » dans le même mois.

### Chronologie des événements

#### De la création de l'OAS au putsch des généraux
- 25 janvier 1961 : Claude Peintre assassine Pierre Popie, avocat à Alger, sur commandement d'André Canal, futur membre de l'OAS[34].
- 11 février 1961 : création de l'OAS.
- 15 février 1961 : tentative de création d'un maquis Algérie française près de Mostaganem par le capitaine (et comte) André Brousse de Montpeyroux, et par le capitaine Jean Souètre. Neuf membres dont les deux chefs sont capturés par les gendarmes mobiles le 23 février 1961.
- 31 mars 1961 : assassinat par l'OAS de Camille Blanc, maire d'Évian, ancien résistant, qui avait accepté que sa ville reçoive des délégués FLN en négociation avec le gouvernement français.
- 22 avril 1961 : putsch des généraux à Alger. L'OAS et les civils sont écartés par les généraux. Le Mouvement France Résurrection est à la tête de l'organisation. Il agit en contact permanent avec les officiers des Commandos de l'Air qui s'assurent des points stratégiques à Alger, arrêtant les tenants du Gouvernement. Le 1er REP sous les ordres du Commandant Hélie de Saint Marc assure la sécurité du Gouvernement général où se trouvent les putschistes et quadrille la ville. Mais ni l'Oranie ni le Constantinois ne rejoignent le mouvement.
- 23 avril 1961 : arrivée à Alger du général Raoul Salan en provenance de Madrid lequel se joint aux généraux Maurice Challe, André Zeller et Edmond Jouhaud.
- 26 avril 1961 : échec du putsch. Les généraux Salan et Jouhaud, les colonels Argoud, Godard, Gardes et le capitaine Sergent ainsi que le journaliste Alain Rossfelder quittent Alger, entrent en clandestinité et rejoignent l'organisation.
- 28 avril 1961 : en une semaine 200 officiers et 400 civils sont arrêtés en France, trois régiments sont dissous. Mise en place du Haut Tribunal militaire.

#### Du putsch aux accords d'Évian
C'est entre la mi-mai et la fin août 1961 que l'OAS d'Alger se structure, principalement sous la directive du colonel Godard pour les militaires, et Jean-Jacques Susini pour les civils. À Oran, l'OAS est chapeautée par le général Jouhaud. Le général Salan accepte de prendre la tête de l'organisation début septembre, à laquelle se rallie l'OAS de Madrid fin novembre. En métropole, se fonde en juin 1961, un réseau fondé par le capitaine Sergent, lié à l'OAS d'Alger, mais également d'autres groupes indépendants, l'un fondé par Jeune Nation, l'autre par le Maquis Résurrection Patrie de Marcel Bouyer. André Canal arrive également en métropole à la mi-décembre 1961 et mène ses propres actions indépendamment de celles de Pierre Sergent. De septembre à décembre 1961, l'OAS est en phase de montée en puissance. Mais l'État français est soutenu par l'opinion publique métropolitaine et la majorité des musulmans algériens, l'armée reste légitimiste et l'OAS ne parvient pas à obtenir de nouveaux ralliements. À partir de janvier 1962, elle se radicalise et se lance dans une insurrection armée.
- 11 mai 1961 : attentat du FLN à la grenade dans un café : 1 mort, 18 blessés[réf. nécessaire].
- 19 et 20 mai 1961 : attentat du FLN à la grenade au boulodrome : 1 enfant de 10 ans tué, 11 blessés[réf. nécessaire] . Plus d'une vingtaine d'explosions ont lieu à Alger, visant diverses personnalités européennes[36] ; de même à Oran où l'OAS lance de fausses alertes à la bombe, et où le FLN organise une mutinerie dans la prison civile[37]. À Paris, deux attentats du FLN visant deux postes harkis font 6 blessés et un mort[38]. Le consulat suisse d'Alger est saccagé[39].
- 22 mai 1961 : dix attentats du FLN font 5 morts et 12 blessés[réf. nécessaire], attaque d'un convoi à Miliana, 7 morts et 5 blessés, à Sidi Aïch, 8 soldats tués.
- 23 mai 1961 : embuscade du FLN, 11 soldats tués, 10 blessés[réf. nécessaire].
- 31 mai 1961 : assassinat par l'OAS du commissaire Roger Gavoury, chargé de la lutte anti OAS[40].
- 18 juin 1961 : Blacy, entre Vitry-le-François (Marne) et Loisy-sur-Marne : déraillement dans une courbe du Strasbourg – Paris, 27 morts et 170 blessés. La cause de l'accident serait éventuellement un attentat au plastic de l'OAS, mais, neuf mois après les faits, le gouvernement refuse de l'attribuer à cette organisation[41],[42]. La Cour de Cassation, Chambre civile 2, du 10 juillet 1996, 94-15.189, précise « déraillement d'un train sur la cause duquel n'existe aucune certitude » et parle de catastrophe et non d'attentat[43]. C'est l'attentat le plus meurtrier en France depuis la Seconde Guerre mondiale[44] jusqu'aux événements de novembre 2015 à Paris.
- août 1961 : installation à Oran du chef de l'OAS de l'Oranie, le général Edmond Jouhaud.
- 5 août 1961 : première émission radiophonique pirate de l'OAS[45].
- été 1961 : l'OAS interdit aux Français d'Algérie de partir en vacances. Une trentaine de plasticages punitifs frappe les récalcitrants[46].
- 7 septembre 1961 : arrestation de Maurice Gingembre, intermédiaire entre les trois branches de l'OAS[47].
- 8 septembre 1961 : attentat de Pont-sur-Seine visant à faire sauter la DS de Charles de Gaulle.
- 11 septembre 1961 : à la suite d'un attentat FLN dans le quartier juif d'Oran, affrontements entre communautés juive et musulmane[48].
- 21 septembre 1961 : assassinat par l'OAS du commissaire Goldenberg[49], successeur de Roger Gavoury.
- 23 septembre 1961 : Journée des casseroles organisée par l'OAS à Alger[50], durant la visite du ministre des Affaires algériennes, Louis Joxe[51].
- 25 septembre 1961 : évasion du colonel Vaudrey et du capitaine de Saint Rémy de l'hôpital Bégin[52].
- 27 septembre 1961 : attentat à la bombe de l'OAS contre les locaux de Témoignage chrétien, à Paris[53].
- octobre 1961 : les barbouzes de Lucien Bitterlin commencent à arriver en Algérie pour combattre l'OAS.
- 6 octobre 1961 : arrestation par les autorités espagnoles d'une quinzaine de membres du groupe OAS de Madrid (dont Pierre Lagaillarde, Joseph Ortiz, Charles Lacheroy et Antoine Argoud).
- 11 octobre 1961 : arrestation d'Albert Dovecar.
- 16 octobre 1961 : Yves le Tac, président du MPC chargé de la lutte anti OAS, est grièvement blessé par balle, il est évacué et hospitalisé à Paris[54]. Une nouvelle tentative de l'OAS pour le tuer aura lieu le 18 février 1962 au Val-de-Grâce, causant la mort d'un gendarme[55].
- 17 octobre 1961 : manifestation organisée par le FLN à Paris, violemment réprimée.
- 23 octobre 1961 : assassinat du commandant Poste, de la sécurité militaire, par l'OAS[56].
- 24 octobre 1961 : arrestation à Nice de Claude Piegts.
- 31 octobre 1961 : assassinat du commissaire Louis Pélissier par l'OAS[57],[58].
- 9 novembre 1961 : un amendement déposé à l'Assemblée Nationale par le député Jean Valentin vise à reproduire les unités territoriales dissoutes à la suite de la semaine des barricades et est mis en discussion. Qualifié d'amendement OAS par ses opposants, il est rejeté par la majorité de l'Assemblée[59].
- 10 novembre 1961 : assassinat du commissaire principal René Joubert par l'OAS[60],[58].
- 16 novembre 1961 : un meeting organisé à la Mutualité par le Comité de Vincennes (créé par Jacques Soustelle et Georges Bidault) rassemble à Paris plusieurs milliers de personnes qui acclament le général Salan. Le Comité est dissous la semaine suivante[61].
- 20 novembre 1961 : assassinat par l'OAS de William Lévy, secrétaire général de la SFIO à Alger[62].
- Décembre 1961 : fondation dans le Constantinois à proximité de Guelma, du maquis Bonaparte, par Roger Holeindre, intégrant entre autres une douzaine d'évadés OAS des prisons françaises en Algérie et l'ex-capitaine André Troise. Création dans l'Algérois du commando Albert qui comptera jusqu'à 42 membres, par l'ex-adjudant de la légion Giorgio Adamo Muzzati, et dont l'ex-commandant Paul Bazin prend la tête fin mars 1962.
- 12 décembre 1961 : mitraillage de la Mercedes des barbouzes, quartier la Redoute à Alger, blessant Lucien Bitterlin et l'un de ses adjoints.
- 14 décembre 1961 : attentat contre le navire de la marine La Laïta chargé de contrer les émissions pirates de l'OAS[réf. nécessaire] : 1 mort[63]. Désertion du lieutenant Bernard à Lille, emportant avec lui plusieurs armes[64].
- 16 décembre 1961 : assassinat par l'OAS à Oran du lieutenant-colonel Rançon, chef de la sécurité militaire, chargé de la lutte anti OAS au sein des officiers de l'armée[65].
- 19 décembre 1961 : journée unitaire de la gauche syndicale et politique, contre l'OAS et pour la paix en Algérie[66].
- 22 décembre 1961 : attentat par les barbouzes contre le restaurant Le Grand Rocher, fréquenté par l'OAS : douze morts[67].
- 31 décembre 1961 : représailles de l'OAS contre les barbouzes, par l'attaque de la villa occupée, rue Faidherbe, au bazooka : quatorze barbouzes tués et deux blessés[67].

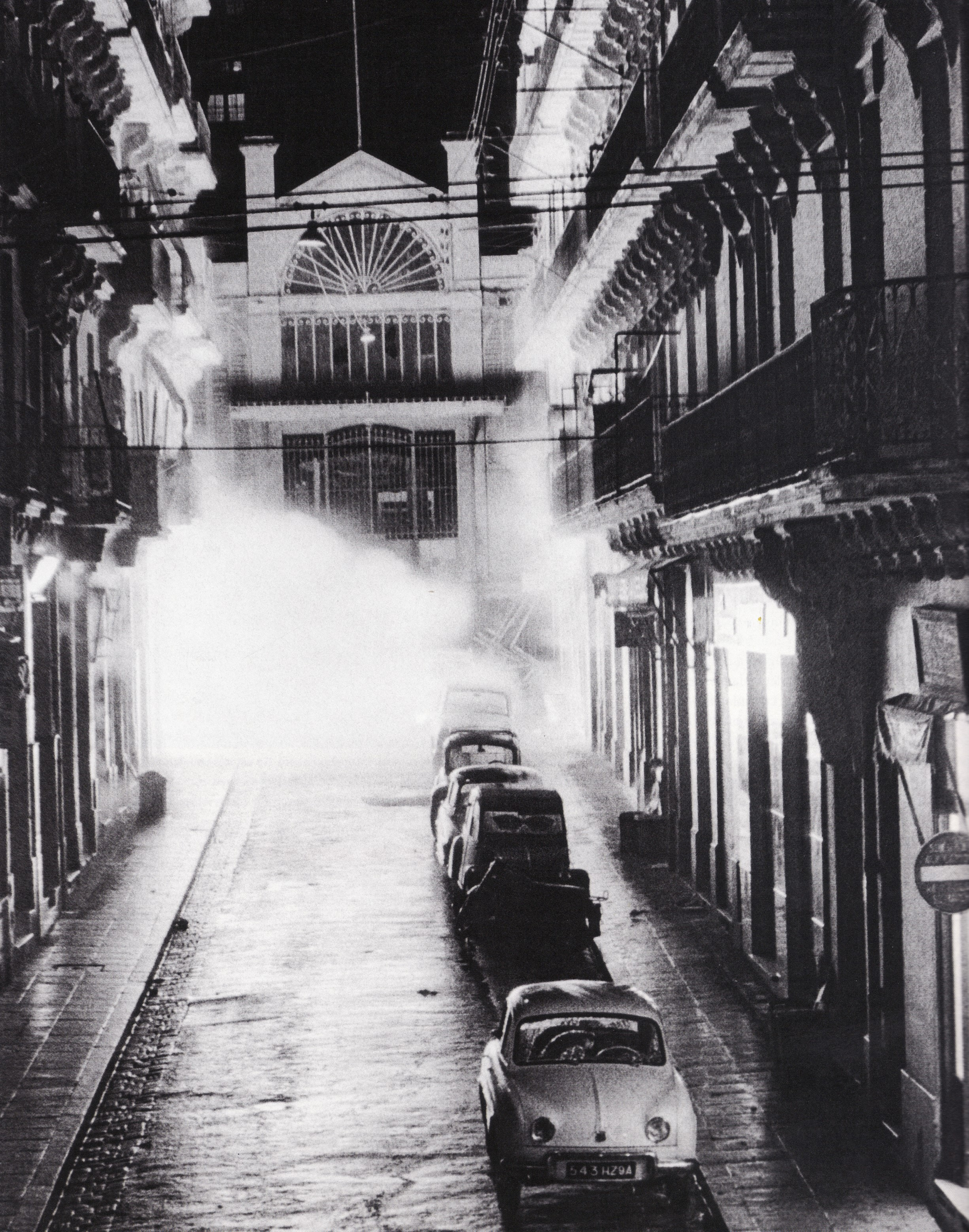
Alger, 1er janvier 1962 : explosion d'une bombe de l'OAS dans le quartier de Bab El Oued.

- 1er janvier 1962 : Michel Massenet, adjoint de Degueldre et resté voir le résultat de l'attaque de la villa, est tué par un des hommes de Lucien Bitterlin.
- 3 janvier 1962 : assassinat à Alençon d'Alfred Locussol, fonctionnaire réputé pro-FLN, par un commando OAS venu d'Algérie ; le commando des deux assassins est arrêté dans sa fuite[68].
- 4 janvier 1962 : attaque à Paris par l'OAS du siège du Parti communiste[69].
- 12 janvier 1962 : Michel Liévin des commandos Delta est capturé par les barbouzes[70].

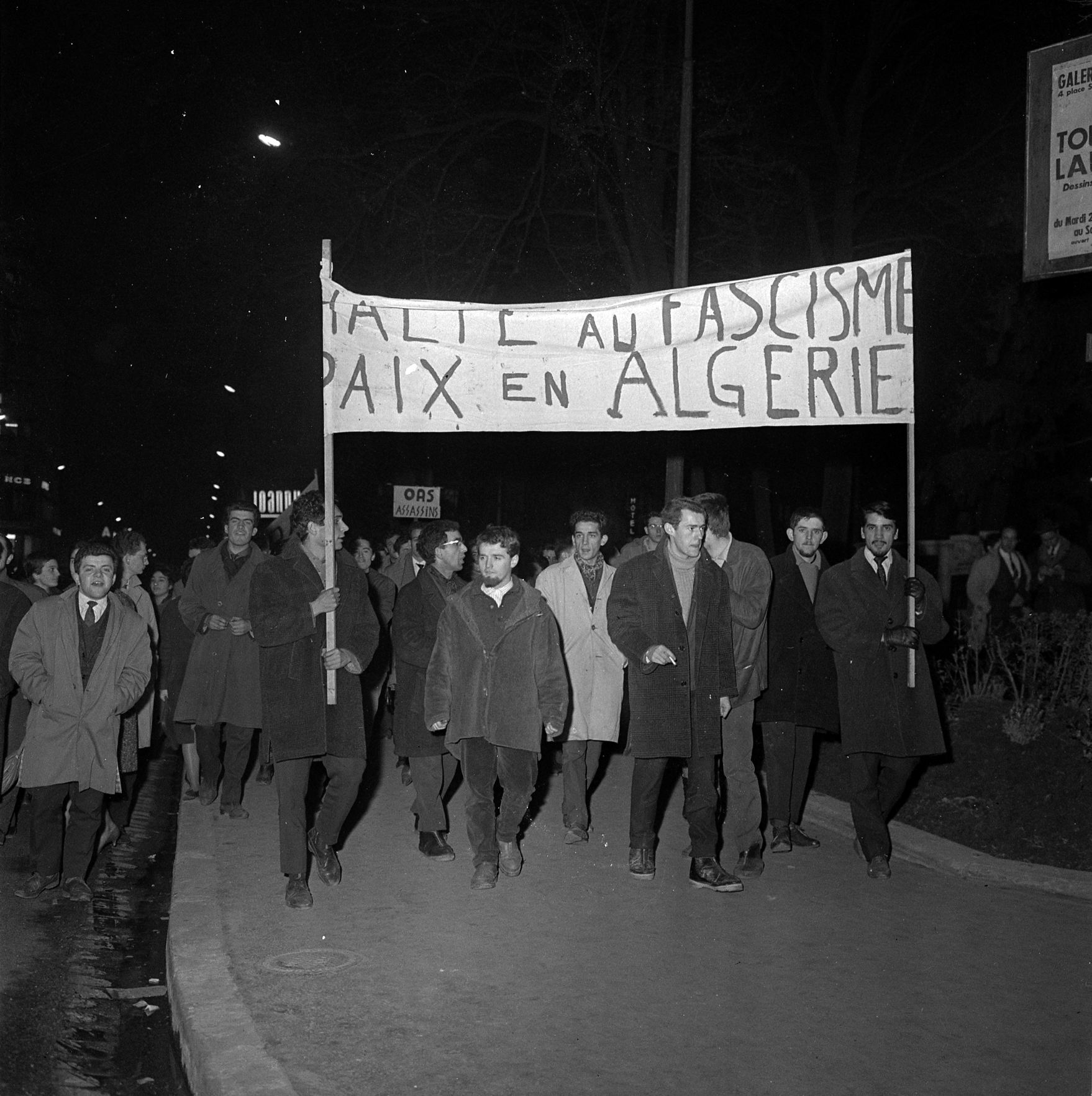
Manifestation contre l'OAS à Toulouse, 16 janvier 1962. Photographie d'André Cros, Archives municipales de Toulouse.

- 13 janvier 1962 : assassinat à Oran de quatre militants du FLN condamnés à mort, Lahouari Guerrab, Mohamed Freh, Sabri et Si Othmane, par un commando de l'OAS de six hommes, avec la complicité des gardiens de la prison civile d’Oran. Les corps sont trouvés quelques heures plus tard dans la forêt de Canastel[réf. nécessaire].
- 17 janvier 1962 : nuit bleue à Paris, l'OAS fait exploser une vingtaine de bombes. L'une d'elles vise l'immeuble du vice-président du Sénat Geoffroy de Montalembert[71]. Une quinzaine d'attentats est également commis une semaine plus tard.
- 19-20 janvier 1962 : sur ordre de Jean-Jacques Susini, Michel Leroy, responsable de Jeune Nation et René Villard, chef de France Résurrection, sont assassinés par Roger Degueldre et par Philippe Le Pivain[72]. Proche du Colonel Rémy, par le biais du Marquis de Montpeyrous et du Comte de Charbonnière, et de certains réseaux de la Résistance, René Villard était en liaison avec Jacques Chaban-Delmas et Alain Peyrefitte. Leroy et Villard voulaient négocier avec le gouvernement une solution permettant aux Pieds-Noirs de rester en Algérie et de conserver des liens avec la France, basée sur un possible partage du territoire. Un troisième comparse, Jean Sarradet, est épargné par l'OAS[73].
- 23 janvier 1962 : enlèvement par les barbouzes de José Salord et d'Albert Coronal soupçonnés d'appartenir à l'OAS[74].
- 27 janvier 1962 : enlèvement par les barbouzes d'Henri Vinant[75],[76].
- 29 janvier 1962 : piégeage par 92 kg de plastic et explosion du colis contenant la machine d'imprimerie à la villa d'El Biar occupée par les barbouzes. 19 barbouzes sont tués[77] et trois prisonniers OAS sont libérés, Vinant, Tislenkoff (technicien radio des émissions pirates de l'OAS) et Gosselin.
- 31 janvier 1962 : arrestation de Marcel Bouyer et Philippe Castille[78].
- 6 février 1962 : arrestation des membres du maquis Bonaparte par l'armée française[79].
- 7 février 1962 : plusieurs attentats à la bombe par l'OAS sont menés en région parisienne (par exemple contre le domicile de Jean-Paul Sartre, 42, rue Bonaparte). Celui visant l'appartement d'André Malraux à Boulogne-Billancourt blesse grièvement une fillette de 4 ans, Delphine Renard, qui est défigurée et perd un œil, puis le second quelques années plus tard. L’image de son visage mutilé fera le tour du monde. Le lendemain, une manifestation visant à dénoncer les actions de l'OAS débouche sur le drame de la station de métro Charonne.
- 7 février 1962 : l'ex-capitaine Philippe Le Pivain, chef de l'OAS du secteur de Maison Carrée, banlieue d'Alger, est abattu à un barrage par les gendarmes mobiles ; son enterrement est l'occasion d'une grande manifestation des soutiens de l'OAS[80]. À la suite de sa mort, le général Salan autorise le 23 février l'ouverture automatique du feu contre les gendarmes mobiles et les CRS[81],[82].
- 14 février 1962 : attaque de l'hôtel Radjah où se sont réfugiés environ 25 barbouzes par les commandos Delta ; les barbouzes sont décimés, quatre commandos deltas sont tués[83].
- 18 février 1962 : mitraillage d'un camp du FLN au Maroc par deux chasseurs T6 volés à l'Armée de l'air[réf. nécessaire].
- 19 février 1962 : nomination du général Katz à Oran. Il mène une campagne vigoureuse contre l'OAS et est surnommé « Gauleiter Katz » par cette dernière[84]. Quatre barbouzes rescapés de l'attaque du 18 février sont tués dans leur voiture[85].
- 22 février 1962 : attentat du FLN à Alger, 23 morts[réf. nécessaire].
- 24 février 1962 : 20 morts dans une ratonnade à Alger[81], à la suite de l'assassinat par le FLN d'un chauffeur de taxi très populaire de Bab El Oued, Angélo Victori[86].
- 25 février 1962 : attaque au bazooka par l'OAS d'une caserne de gendarmes mobiles[81] de Maison Carrée, les stocks d'essence et de munitions explosent. Création par le capitaine Roger Gaston du maquis Lyautey dans la région de Bouira[87].
- 26 février 1962 : vague d'attentats de l'OAS contre les musulmans algérois. L'affrontement des communautés est engagé. Les attentats OAS ne sont plus seulement sélectifs.[réf. nécessaire]
- 27 février 1962 : enlèvement par de faux policiers de l'ingénieur Camille Petitjean, soupçonné d'appartenir à l'OAS. Il est retrouvé coupé en morceaux.
- 28 février 1962 : explosion de deux voitures piégées par l'OAS dans le quartier musulman de Mdina Jdida à Oran[88]. Le bilan officiel fait état de 78 morts et de 150 blessés.
- 1er mars 1962 : massacre par le FLN de Rosette Ortega, gardienne du stade de la Marsa, et ses deux enfants[89].
- 2 mars 1962 : représailles à la suite du massacre des Ortéga, des magasins musulmans sont brûlés, cinq musulmans sont tués (dont un bébé de trois mois)[89].
- 4 mars 1962 : dans la nuit du 4 au 5, opération Rock and Roll de l'OAS à Alger, plus de cent explosions au plastic[88].
- 5 mars 1962 : attaque de la prison d'Oran[81]; un commando de l’OAS d’une trentaine d’hommes, revêtus d’uniformes militaires s’introduit, avec la complicité des gardiens, dans la prison civile. Deux voitures bourrées de plastic, des bidons d’essence, des bonbonnes de gaz butane explosent provoquant la mort de nombreux détenus algériens. Des dizaines d’autres sont grièvement blessés.
 Nuit bleue à Alger, 130 explosions de plastic. Sont découverts également des cadavres de musulmans morts par strangulation dans des sacs marqués OAS[90].
- 8 mars 1962 : Roger Frey, ministre de l'Intérieur, donne l'ordre de mettre fin aux opérations des barbouzes et de rapatrier les survivants. Le bilan est d'environ une centaine de barbouzes tués, soit la moitié des effectifs envoyés.
- 9 mars 1962 : fusillade à Oran provoquant neuf morts[81]. L'hôtel Radjah des barbouzes est rasé par 50 kg de plastic[réf. nécessaire]. Le journal autrichien Kleine Zeitung est menacé de « conséquences graves » s'il n'arrête pas de publier son reportage en cours sur l'OAS et le régime de terreur qu'elle ferait régner en Algérie[91].
- 15 mars 1962 : assassinat de six membres des centres sociaux d'Algérie, dont l'écrivain Mouloud Feraoun, suivi par le mitraillage de musulmans pris au hasard dans une file d'attente[81].

Dans les mois précédant le cessez-le-feu, les attentats du FLN, comme ceux de l'OAS, se monteront à plusieurs centaines par mois. Après le cessez-le-feu, les attentats de l'OAS augmentent encore en intensité. Le FLN se livre davantage à l'enlèvement d'Européens, suivi de leur disparition.

### Du cessez-le-feu à l'indépendance de l'Algérie
La signature des accords d'Évian marque pour les Français d'Algérie une période de désillusion, d'abandon et de désespoir. La rupture avec l'armée se produit lors de la Fusillade de la rue d'Isly. L'OAS va tenter d'empêcher l'application des accords en multipliant les attentats et, ne parvenant pas à enrayer le départ de la population européenne d'Algérie, se lance dans une entreprise de destruction.
- 18 mars 1962 : signature des accords d'Évian. À partir de ce jour, le FLN n'est plus considéré comme une organisation illégale par le gouvernement français.
- 19 mars 1962 : cessez-le-feu entre l'armée française et l'ALN. L'OAS va multiplier les attentats entraînant des représailles du FLN. Les forces de l'ordre françaises et l'armée coopèrent avec l'ALN pour lutter contre l'OAS.
- 20 mars 1962 : l'OAS tire au mortier sur la place du Gouvernement, au bas de la casbah d'Alger, faisant 24 morts et une soixantaine de blessés[93]. Elle lance un ultimatum aux unités françaises pour qu'elles quittent Bab El Oued, fief de l'OAS. Sortie du livre de Soustelle en exil, L'espérance trahie.
- 21 mars 1962 : attaque de l'émetteur pirate de l'OAS à Oran par les forces de l'ordre. Ce même jour, une harka de 16 hommes et une femme sont torturés et massacrés en public par le FLN à St Denis du Sig, sous les yeux de Jean-Pierre Chevènement, jeune sous-lieutenant français[94].
- 22 mars 1962 : attaque d'une patrouille de half track des gendarmes mobiles par 20 hommes des commandos Z de l'OAS à la sortie du tunnel des facultés, occasionnant 18 victimes parmi les forces de l'ordre[95]. Tous les prisonniers FLN sont amnistiés.
- 23 mars 1962 : un camion d'appelés du contingent est attaqué à Bab El Oued. 7 d'entre eux sont tués. L'armée boucle le quartier. Des barrages sont édifiés à l'entrée du quartier par l'OAS. Les affrontements, connus sous le nom de Bataille de Bab El Oued, provoquent 20 morts et 60 blessés parmi les insurgés, et 15 morts et 77 blessés parmi les forces de l'ordre[96]. Les commandos OAS, soutenus par la population et par une partie de l'armée qui tarde à boucler l'encerclement, s'enfuient par les égouts. Un blocus du quartier est mis en place, et un couvre-feu est instauré pendant deux semaines, avec une heure par jour de sortie autorisée.
- 24 mars 1962 : arrestation du général Jouhaud, du lieutenant de vaisseau Pierre Guillaume, et du commandant Camelin.
- 25 mars 1962 : bombardement au mortier par l'OAS d'un quartier musulman à Oran, provoquant une quarantaine de morts[81]. Attaque de la banque d'Algérie par l'OAS rapportant vingt millions de nouveaux francs[97].
- 26 mars 1962 : une manifestation organisée par l'OAS afin de lever le blocus de Bab El Oued par l'armée, mobilise des Français d'Algérie et même des musulmans. À la suite d'un coup de feu de provenance incertaine[98], les tirailleurs ouvrent le feu rue d'Isly, occasionnant la mort de 62 manifestants.
- fin mars 1962 : après l'échec du soulèvement de Bab-el-Oued, 3 000 civils sont arrêtés et 7 000 appartements sont perquisitionnés avec brutalité. 700 armes sont saisies[93]. Création du maquis OAS de l'Ouarsenis par le colonel Jean Gardes, fief du Bachaga Boualam et de ses mille harkis soutenant l'Algérie française depuis le début de la guerre. Environ 105 hommes y participent, dont le commando Albert.
- 29 mars 1962 : le Bachaga Boualam proclame lors d'une émission pirate de radio que l'Ouarsenis est terre française.
- 30 mars 1962 : arrestation d'Yves Gignac et d'Armand Belvisi.
- 3 avril 1962 : attaque par l'OAS de la clinique du Beau-Fraisier à Alger, désignée par l'O.A.S comme un repaire du FLN. Une trentaine de malades sont tués ou blessés[92],selon la police, les victimes n'avaient aucun lien avec le FLN[99], 4 prisonniers sont délivrés[réf. nécessaire].
- 7 avril 1962 : arrestation de Roger Degueldre chef des commandos Delta. Le capitaine Raymond Mura lui succède. Mise en place de l'Exécutif provisoire en Algérie.
- 8 avril 1962 : référendum sur les accords d'Évian, s'adressant uniquement aux électeurs de métropole. 91 % de oui parmi les suffrages exprimés.
- 9 avril 1962 : Georges Bidault fait une déclaration au nom du CNR.
- 10 avril 1962 : fin de la tentative de maquis dans l'Ouarsenis. Le maquis a été bombardé par l'aviation française. Un dernier groupe du maquis de l'Ouarsenis, intégrant le commando Albert, affronte des membres de l'ALN, qui y ont été convoyés et ravitaillés par l'armée française[100]. Les membres du maquis sont finalement arrêtés les uns après les autres ou finissent par se rendre (colonne du capitaine Pierre Montagnon), certains s'échappent mais sont repris, comme le lieutenant Pierre Delhomme. Beaucoup sont tués, dont le commandant Paul Bazin. Le lieutenant Ferrer et le sous-lieutenant Moutardier sont assassinés à Oran par l'OAS en avril 1962 (G. Fleury, Histoire secrète de L'OAS, 2002, Grasset, p. 1020 et 1032.). Le Bachaga Boualem négocie l'envoi en métropole par avion militaire de 200 personnes de ses proches à Mas-Thibert en Camargue, contre l'abandon du maquis.
- 12 avril 1962 : début des enlèvements d'européens par des groupes FLN, leur nombre ne faisant que croître au cours des mois qui suivent[101].
- 13 avril 1962 : le général Jouhaud est condamné à mort.
- 15 avril 1962 : l'exode des Français d'Algérie commence, malgré les consignes de l'OAS qui interdit les départs.
- 19 avril 1962 : le général Katz, à Oran, interdit à toute personne de se trouver sur les balcons et les terrasses sous peine d'ouverture du feu sans sommation. À Paris, le conseil des ministres refuse la proposition de rapatriement des Harkis.
- 20 avril 1962 : arrestation du général Salan et du capitaine Ferrandi.
- 22 avril 1962 : libération à Fresnes de 200 prisonniers FLN, dont Yacef Saâdi qui retournent en Algérie.
- 23 avril 1962 : le conseil de l'ordre des avocats d'Oran dénonce les attaques de l'OAS.
- 24 avril 1962 : l'OAS attaque une clinique à Oran.
- 28 avril 1962 : des attentats attribués à l’OAS sont perpétrés à Étampes contre les locaux du journal communiste La Marseillaise de Seine-et-Oise et contre le commissariat de police[102].
- 2 mai 1962 : Attentat du port d'Alger : attentat OAS à la voiture piégée sur le port d'Alger occasionnant une soixantaine de morts et une centaine de blessés. Le FLN, en réplique, se livre à des enlèvements de pieds-noirs dont beaucoup ne reparaîtront pas. L'absence de sanction des autorités françaises qui semblent minimiser ces enlèvements, favorise leur poursuite[103]. En mai, à Oran, entre 10 et 50 musulmans sont abattus chaque jour. Ce double terrorisme crée une séparation complète entre quartiers européens et musulmans à Alger et Oran[81].
- 4 mai 1962 : arrestation d'André Canal (dit le Monocle) responsable d'OAS Métropole.
- 6 mai 1962 : la politique de la terre brûlée est instituée par l'OAS. Durant le mois de mai, des campagnes ciblées d'assassinats visant les musulmans par catégories professionnelles (femmes de ménage, facteurs…) contribuent à séparer les deux communautés.
- 8 mai 1962 : les quelques barbouzes survivants sont ramenés en France.
- 9 mai 1962 : 41 cadavres égorgés par le FLN trouvés à Oran.
- 10 mai 1962 : capture du maquis Lyautey de l'OAS par l'armée française.
- 11 mai 1962 : Six mesures anti-OAS[104] sont adoptées par le haut-commissaire Christian Fouchet dont l'incorporation anticipée de 6 000 jeunes pieds-noirs dans l'armée avec mutation immédiate en métropole (plan Simoun)[105].
- 12 mai 1962 : Pierre Messmer et Louis Joxe précisent dans une note ministérielle que les militaires français organisant personnellement le rapatriement de leurs Harkis sont en infraction caractérisée, ces Harkis doivent immédiatement être renvoyés en Algérie.
- 13 mai 1962 : Proclamation de l'opération Fouchet — par le haut-commissaire Christian Fouchet — qui s'attaque aux catégories susceptibles de soutenir l'OAS : les notables, la police et la jeunesse[106].
- 14 mai 1962 : mitraillage de cafés par le FLN : 17 morts. Dans la même période, des boutiques ou des logements appartenant à des Européens sont saisis.
- 17 mai 1962 : Le ministre des Armées Pierre Messmer impose l'appel anticipé des jeunes conscrits Européens (plan Simoun) par l'ordonnance no 62-574[105].
- 18 mai 1962 : le Bachaga Boualem quitte l'Algérie avec ses Harkis. Première entrevue Farès-Susini pour un projet d'accord FLN-OAS.
- 19 mai 1962 : assassinat sur ordre de Marc PAYRAS, chef de l’OAS-Mostaganem du capitaine Auguste COMMES, commandant du port de Mostaganem, qui ne voulait pas empêcher le transport de l’aide humanitaire américaine (semoule de blé et lait) du port vers le quartier musulman de Tigditt.
- 20 mai 1962 : création à Rome par Georges Bidault, Jacques Soustelle, Antoine Argoud et Pierre Sergent d'un Conseil national de la Résistance, nommé ainsi par référence au CNR de 1943. Le FLN remet aux autorités une liste nominative de 112 policiers et militaires dont la mutation en métropole est demandée et sera immédiatement obtenue.
- 23 mai 1962 : le général Salan est condamné à la détention criminelle à perpétuité.
- 25 mai 1962 : enlèvement du peintre libéral René Sintès par l'OAS. La date de son assassinat est inconnue.
- 26 mai 1962 : le Haut Tribunal militaire est dissous par De Gaulle car il ne condamne pas à mort le général Salan. Une nouvelle Cour militaire de justice est créée par ordonnance le 1er juin[107].
- 27 mai 1962 : le gouvernement annonce que 14 000 prisonniers FLN ont été libérés depuis les accords d'Évian.
- 29 mai 1962 : découverte d'un nouveau charnier de 35 cadavres d'européens à la Bouzaréah, abattus par le FLN, après ceux d'Hussein Dey. À partir de la fin mai, 8 000 à 10 000 Pieds-Noirs quittent quotidiennement l'Algérie.
- 7 juin 1962 : Albert Dovecar et Claude Piegts, membres de l'OAS, meurtriers du commissaire Gavoury, sont fusillés. L'OAS incendie la bibliothèque universitaire d'Alger. À Oran, elle détruit la mairie, la bibliothèque municipale et quatre écoles à l'explosif.
- 12 juin 1962 : démantèlement du réseau Est de l'OAS métropole, qui préparait l'assassinat de De Gaulle à Vesoul.
- 14 juin 1962 : tentative d'assassinat du général Katz à Oran. Son supérieur, le général Ginestet, est tué à sa place ainsi que le médecin-colonel Mabille, alors qu'ils venaient se recueillir devant le corps du lieutenant-colonel Mariot, assassiné la veille[97].
- 17 juin 1962 : accord de cessez-le-feu entre Jean-Jacques Susini pour l'OAS Alger et le docteur Mostefaï pour le FLN[81]. Cet accord sera désavoué des deux côtés[108].
- 24 juin 1962 : assassinat à Aix-en-Provence par un commando Delta, du Commandant Joseph Kubiziak qui avait refusé de livrer la base aérienne de Blida lors du putsch du 21 avril 1961.
- 25 juin 1962 : l'OAS fait sauter les citernes d'essence du port d'Oran. L'incendie durera 3 jours.
- 27 juin 1962 : Accords secrets entre émissaires du Gouvernement et responsables OAS d'Oran : promesse de libérer tous les emprisonnés OAS à condition de cesser la terre brûlée commencée avec l'incendie de la BP du port d'Oran ; tous les membres de l'OAS libérés devront quitter l'Algérie au plus tard le 29 juin 1962.
- 28 juin 1962 : le lieutenant Degueldre est condamné à mort.
- Fin juin 1962 : 328 000 personnes ont quitté l'Algérie en juin, ce qui porte à 690 000 le nombre total de départs.
- 30 juin 1962 : suicide du général de Larminat qui devait présider la nouvelle Cour de Justice[107].
- 1er juillet 1962 : référendum d'autodétermination en Algérie. Seuls les électeurs d'Algérie sont appelés à voter. Le référendum est approuvé par 99,72 % des votants[109], mais 600 000 Pieds-Noirs sur un million ont quitté le pays[110].
- 2 juillet 1962 : les derniers commandos OAS quittent Alger.
- 3 juillet 1962 : l'Algérie accède à l'indépendance, après le référendum du 1er juillet. Premiers accrochages entre le GPRA et les différentes mouvances du FLN pour l'accès au pouvoir.

### Après l'indépendance algérienne
- 6 juillet 1962 : le lieutenant Roger Degueldre, chef des commandos Delta, est fusillé. Les capitaines Jean de Balby de Vernon, Michel Cabanes et Michel Martet, du 501e régiment de cavalerie de Rambouillet, ayant refusé l'ordre de former le peloton d'exécution, sont sanctionnés et mis aux arrêts.
- 8 juillet 1962 : en Algérie, début des massacres organisés de Harkis, qui feront entre 60 000 et 150 000 morts selon les sources.
- 18 juillet 1962 : Susini quitte l'Algérie pour l'Italie.
- 10 août 1962 : mandat d'arrêt international contre Georges Bidault.
- 22 août 1962 : attentat du Petit-Clamart visant à tuer le général De Gaulle.
- 17 septembre 1962 : arrestation du colonel Jean-Marie Bastien-Thiry.
- 19 octobre 1962 : à la suite d'un recours déposé par les avocats d'André Canal, le Conseil d'État annule l'ordonnance présidentielle instituant la Cour militaire de justice pour violation d'un principe général du droit[97].
- 28 novembre 1962 : le général de Gaulle gracie le général Jouhaud.
- 14 février 1963 : arrestation du commando projetant de tuer de Gaulle à l'école militaire.
- 20 février 1963 : arrestation de 20 personnes du commando OAS de Gilles Buscia. Celui-ci s'évadera de la prison de Fresnes.
- 25 février 1963 : enlèvement à Munich d'Antoine Argoud par les services spéciaux français.
- 11 mars 1963 : le lieutenant-colonel Bastien-Thiry est fusillé.
- 18 avril 1963 : Jean de Brem est tué par la police à Paris.
- avril 1963 : exil de Georges Bidault.
- juillet 1963 : démantèlement de l'imprimerie de l'OAS.
- 30 novembre 1963 : arrestation de Jean-Marie Curutchet à Dakar.
- 20 janvier 1964 : arrestation d'une partie du commando du colonel Pierre Château-Jobert à Orléans.
- février 1964 : démantèlement d'un réseau du capitaine Pierre Sergent.
- 15 août 1964 : attentat du mont Faron visant à faire exploser une jarre au passage du général De Gaulle.
- décembre 1964 : plusieurs prisonniers de l'OAS sont libérés.
- 8 avril 1965 : arrestation de Gilles Buscia : c'est la fin des opérations OAS.
- 18 juin 1966 : une loi permet la libération d'environ 80 prisonniers politiques.
- 3 novembre 1967 : Claude Tenne s'évade de la prison de l'ile de Ré. Il ne sera pas repris.
- juin 1968 : amnistie et libération des prisonniers OAS par de Gaulle, à la suite des événements de mai 1968 et de son entretien à Baden Baden avec Massu. Il s'agit de faire barrage aux idées révolutionnaires auxquelles n'adhèrent pas les anciens de l'OAS. Les membres de l'OAS vivant dans la clandestinité depuis 1961 réapparaissent, comme le colonel Pierre Chateau-Jobert à Morlaix. L'amnistie complète est accordée par la loi du 24 juillet 1968.
- été 1968 : autodissolution du CNR.
- décembre 1968 : un disque Messages de Noël 1968 est enregistré par Jean-Pax Méfret, regroupant les messages à l'occasion de l'amnistie des généraux Raoul Salan et Edmond Jouhaud, du colonel Antoine Argoud, de Georges Bidault, Jacques Soustelle, Joseph Ortiz et du capitaine Pierre Sergent. L'assassinat le 20 décembre du colonel Raymond Jean Gorel alias Cimeterre, ancien trésorier de l'OAS gracié et libéré en 1966, relance le mystère du trésor de l'OAS[111].

## Positionnement politique
L'OAS est une nébuleuse de réseaux qui agissent indépendamment. Politiquement l'OAS est qualifiée de proche de l'extrême droite, notamment pour ses positions colonialistes et nationalistes. Parmi ses membres, on trouve des ex-pétainistes, des royalistes, d'anciens résistants, et des fils de républicains espagnols, des Juifs et des antisémites, des partisans d'une Algérie franco-musulmane fraternelle et d'autres d'une Algérie ségrégationniste. Leurs points communs sont de vouloir garder l'Algérie française et leur haine du général de Gaulle. Les militaires sont, pour leur part, motivés par la volonté d'être fidèles au combat engagé depuis 1955 et d’empêcher que leurs camarades soient morts pour rien[réf. à confirmer].
L'OAS est empreinte d'un anticommunisme obsessionnel : elle dénonce un « FLN communiste », instrument des puissances étrangères, et explique le fait que de Gaulle s’apprête à livrer l’Algérie au FLN par le fait qu'il serait lui-même devenu le fourrier du communisme. Le colonel Jean Gardes fait ainsi distribuer un tract dans lequel de Gaulle est présenté comme un « agent de Moscou, entouré de laquais liés au monde de la haute finance de la franc-maçonnerie juive ». Lors du procès de l'attentat du Petit-Clamart, Alain de La Tocnaye, numéro deux du commando, déclare : « Nous considérons que le général de Gaulle, depuis de longues années, favorise l’avènement d’un titisme en France, que, par sa politique de division, par son déterminisme marxiste et historique, il est une des causes de la décadence accélérée et du matérialisme étroit qui abêtissent notre pays… ». Il ajoute que de Gaulle obéit à un « plan systématique » qui vise à rendre la France « marxisable ». Jean Bastien-Thiry, commanditaire, dresse une opinion similaire : « Le chef de l'État professe lui-même […] des vues sur l’évolution historique qui sont très proches du marxisme ».
Selon l'historien Alain Ruscio :

« Plus que d’une idéologie, donc, on peut parler d’une répétition à l’infini de formules toutes faites, qui tenaient souvent lieu de pensée politique. Pour le passé : une idéalisation des relations pieds-noirs/musulmans, un tableau de l’« Algérie heureuse », déjà évoquée, avant que des terroristes ultra minoritaires, inspirés et armés par « l’étranger » (Moscou, Le Caire), profitant de la faiblesse des démocraties, ne viennent ruiner cette unité. Pour le présent : l’emploi très fréquent du mot « génocide » pour définir le sort des Français d’Algérie, des harkis, la dénonciation de la violence des autres et la justification de celle de l’OAS. Pour l’avenir : la certitude qu’il était encore possible d’inverser le cours des événements. »

## Bilan de l'action de l'OAS

### Nombre de victimes
Parmi les travaux récents, l'historien français Rémi Kauffer estime que l'OAS a assassiné entre 1 700 et 2 000 personnes,. Le journaliste américain Paul Hénissart cite lui une source officieuse selon laquelle le nombre de victimes assassinées en Algérie s'élève à 2 200,. L'historien français Guy Pervillé, s'appuyant sur deux rapports des forces de l'ordre (l'un de la Sûreté nationale, l'autre du général Fourquet, commandant supérieur des troupes françaises), et considérant l'« escalade de la violence » entre le printemps et l'été 1962, estime que ce chiffre est peut-être inférieur à la réalité. Jean-Louis Planche donne le nombre de 1 622 morts dont 239 Européens.
En mars 1993, un trio d'anciens de l'OAS assassine Jacques Roseau, lui-même ancien membre de l'OAS et président de l'association de rapatriés « Recours », faisant de lui la dernière victime de l'organisation.

### Condamnations
L'OAS a elle aussi subi des pertes et officiellement 119 membres ont été tués. En 1962, 635 membres de l'OAS sont arrêtés. 224 sont ensuite jugés, dont 117 acquittés, cinquante-trois condamnés à une peine de prison avec sursis, trente-huit à une peine de prison ferme, trois sont condamnés à mort et fusillés (Roger Degueldre, Claude Piegts et Albert Dovecar) ; le lieutenant-colonel Bastien-Thiry est également passé par les armes. Son appartenance à l'OAS est sujette à discussion.
Jusqu'en 1965, les arrestations s'élèveront à dix mille personnes, et le nombre de condamnés à 3 680 (décompte de Rémi Kauffer, qui estime par ailleurs que les policiers, gendarmes, militaires et barbouzes ont tué plusieurs centaines de Français d'Algérie durant la guerre). Plusieurs membres de l'OAS se sont réfugiés à l'étranger, notamment en Espagne, au Portugal et en Amérique du Sud. Plusieurs sont condamnés à mort par contumace (Joseph Ortiz, le colonel Château-Jobert, André Rossfelder, le colonel Arnaud de Seze, le colonel Yves Godard, les capitaines Pierre Sergent et Jean Biraud), la peine de mort pour motif politique, abolie depuis 1848, ayant été rétablie par ordonnance du 4 juin 1960.
En ce qui concerne les seuls officiers de l'armée française membres ou sympathisants OAS, environ 490 ont été condamnés à de la prison, 530 rayés des cadres, 1 300 démissionnent.

### Amnistie

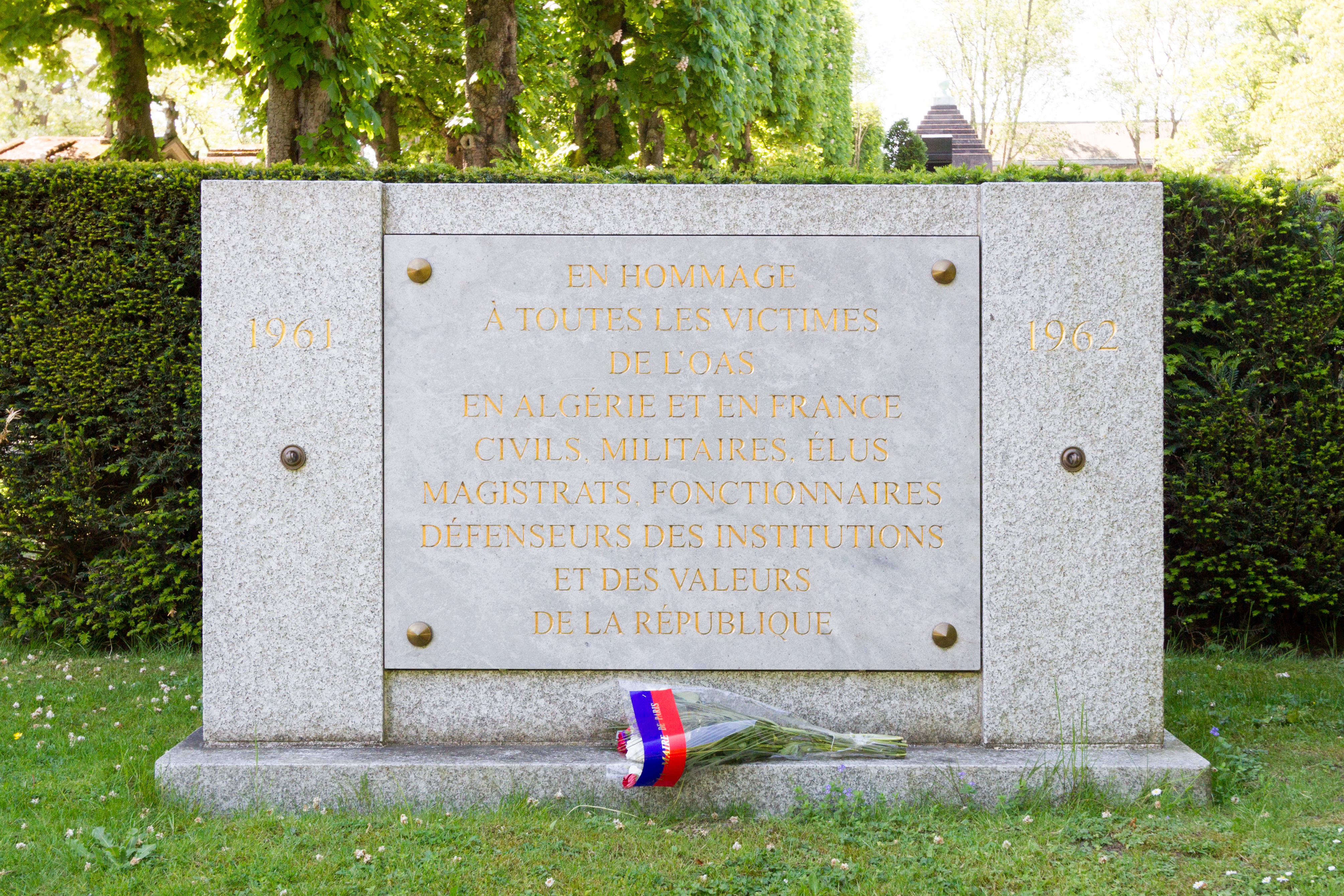
Monument aux victimes de l'OAS, voté par le Conseil de Paris le 8 février 2011, inauguré au cimetière du Père-Lachaise le 6 octobre 2011.

La première amnistie date du 17 décembre 1964 et concerne les « événements » d'Algérie. Le 21 décembre 1964, les prisonniers condamnés à des peines inférieures à quinze ans de détention (soit 173 anciens membres de l'OAS) sont libérés par grâce présidentielle. D'autres mesures de grâce sont prises à Noël 1965. En mars 1966, une centaine de condamnés sont graciés et, le 17 juin 1966, une seconde loi d'amnistie efface les condamnations des condamnés libérés. Le général Jouhaud, condamné à mort le 13 avril 1962, passe 235 jours dans une cellule de condamné à mort, sa peine est commuée en perpétuité, il est libéré en décembre 1967. En 1968, des anciens de l'OAS rencontrent Jacques Foccart pour lui proposer leur ralliement au régime gaulliste contre la « chienlit », et demander l'amnistie intégrale des membres de l'organisation encore incarcérés, ce qu'ils obtiendront le 7 juin 1968 après les événements de Mai 68 : le gouvernement, craignant un coup de force des communistes, efface toutes les sanctions disciplinaires et professionnelles et réintègre les amnistiés dans leurs droits, pensions et décorations. Cette amnistie est promise par de Gaulle à Massu, lors de sa visite à Baden Baden. En juillet 1974, une amnistie complémentaire efface d'autres condamnations pénales, autorisant ainsi la réintégration de cadres de l'OAS dans la vie politique française notamment par l'intermédiaire des Républicains indépendants de Valéry Giscard d'Estaing, ce qui permet à certains comme Pierre Sergent de devenir députés. Dans le cadre de l'élection présidentielle française de 1981, des négociations sont menées par des proches du candidat François Mitterrand avec les pieds-noirs. Sollicité discrètement par les dirigeants de l'association de rapatriés le RECOURS, le général Salan accepte d'appeler à voter Mitterrand. Le 3 décembre 1982, les officiers survivants sont réintégrés dans les cadres de l'armée par une nouvelle amnistie (loi du 24 novembre 1982), à l'exclusion des officiers généraux. En 1987, une loi sur les rapatriés amnistie les dernières condamnations encore effectives.

## Organigramme

### Effectifs de l'OAS
Seule une partie des membres de l'OAS est connue, car arrêtés ou identifiés, mais leur nombre est supérieur à ces seules listes. On estime que l'OAS a compté environ 1 000 à 1 500 membres actifs, dont 500 dans l'Ouest algérien, 200 en métropole et une vingtaine en Espagne. Les civils auraient représenté environ les deux tiers des effectifs, le dernier tiers étant constitué de militaires, pour la plupart engagés, sous-officiers et officiers.
Parmi les militaires, on trouve surtout des soldats d'élite comme des légionnaires ou des parachutistes, fort peu de marins. L'état d'esprit des militaires ayant rejoint le mouvement est résumé dans la déclaration du commandant Hélie Denoix de Saint Marc à son procès : maintien de la souveraineté de la France, lutte contre le communisme, volonté que tous les morts ne l'aient pas été pour rien, respect de la promesse donnée aux populations indigènes ralliées à la France.
Le Tribunal de l’ordre public (TOP), qui fut créé le 19 mars 1962 et supprimé le 29 juin 1962, devait réprimer tous les « faits susceptibles de porter atteinte au rétablissement de la paix publique ». C’est à travers les documents qui ont résulté des arrestations réalisées sous les ordres du TOP que nous avons le profil de l’exécutant de violences typique de cette période.
Parmi les civils, on dénombre surtout des employés, cadres moyens, commerçants, artisans, peu de cadres supérieurs ou professions libérales. Le secteur agricole est peu concerné. L'organisation compte une minorité de femmes, surtout affectées au transport de courrier et de fonds.
La participation des civils devient plus importante postérieurement aux Accords d’Évian, dans la perspective de la fin éventuelle de l’Algérie française. Le ralentissement de l’économie à partir de la conclusion des accords rend plus attractif le salaire parfois offert pour des tâches différentes (entre 200 et 500 NF).
En ce qui concerne la sensibilité politique de ses membres, Guy Pervillé y distingue trois courants principaux : un courant néo-fasciste inspiré par Jeune Nation, un courant traditionaliste proche du mouvement poujadiste ou de l'hebdomadaire Rivarol, mais parfois aussi du traditionalisme catholique, et enfin un courant nationaliste. Il serait cependant réducteur de considérer l'OAS simplement comme une organisation d'extrême droite. Parmi ses membres d'un certain âge, on comptait de nombreux anciens résistants (parmi les plus connus, on peut citer Jacques Soustelle, Raoul Salan, Pierre Chateau-Jobert, Yves Godard, Pierre Sergent, Jacques Achard). L'OAS recrute dans des milieux sociaux très divers, notamment dans le faubourg populaire de Bab-el-Oued réputé voter communiste avant la guerre. Mais la provenance diverse de ses membres limitait l'action de l'OAS au seul maintien de l'Algérie française et au rejet de la politique du général de Gaulle, sans qu'un programme politique puisse définir l'avenir de l'Algérie.

### Chefs principaux
- Général Raoul Salan
- Général Edmond Jouhaud
- Colonel Yves Godard
- Jean-Jacques Susini
- Docteur Jean-Claude Perez

### Organisation pour l'Algérie

#### État-major
Général Raoul Salan
- Général Edmond Jouhaud
- Colonel Yves Godard
- Jean-Jacques Susini
- Docteur Jean-Claude Perez

#### Algérois
Général Paul Gardy (Adjoint Colonel Yves Godard)
- OM Organisation des Masses (Colonel Jean Gardes, Adjoint Michel Leroy), chargée du recrutement.
  - BF Bureau des Finances (Charles, Rambaud)
  - Commandos Z (zonaux) : (Jean Sarradet, lieutenant Pierre Delhomme)
  - Grand-Alger (Colonel Roland Vaudrey)
- APP Action Psychologique et Propagande (Jean-Jacques Susini, Adjoint Georges Ras), chargée de conquérir les faveurs de la population.
  - DL Diffusion-Liaison
  - AP Agitation-Propagande
- ORO Organisation Renseignement Opération (Jean-Claude Perez, Secrétaire général-Adjoint Capitaine Gérard Dufour), chargé de préparer les opérations à une éventuelle prise de pouvoir[131].
  - BCR Bureau Central de Renseignement (Jean Lalanne), chargé de la collecte de l'ensemble des informations.
    - Commandos Alpha (Jacques Achard)

  - BAO Bureau d'Action Opérationnelle (Lieutenant Roger Degueldre, Adjoint Lieutenant Pierre Delhomme[132]), chargé de l'exécution des opérations.
    - Commandos Delta (Lieutenant Roger Degueldre)
- Secteurs (« Soviet des capitaines »)
  - Alger-Centre (Capitaine Guy Branca)
  - El Biar (Lieutenant Olivier Picot d'Assignies)
  - Hussein-Dey (Capitaine Pierre Montagnon)
  - Maison-Carrée (Capitaine Philippe Le Pivain)[133]
  - Orléans-Marine (Jacques Achard)
  - Guyotville (« Nicolas »)

#### Oranie
Général Edmond Jouhaud (Adjoints Commandant Julien Camelin, Lieutenant de vaisseau Pierre Guillaume)
- OM Organisation des Masses (1er Bureau) (Roméo)
- APP Action Psychologique et Propagande (5e Bureau) (Charles Micheletti)
- ORO Organisation Renseignement Opération (2e Bureau) (Claude Micheletti)
- Action (3e Bureau) (Georges Gonzalès, dit « Pancho »)
- Finances (4e Bureau) (Daniel Brun)
- Contacts politiques (Robert Tabarot)
- Collines (secteurs géographiques d'Oran)
- Réseaux :
  - Oran
  - Mostaganem (Marc Payras, Favarel) :
  - Sidi Bel Abbès (Perrin)
  - Saïda (Bayle)
  - Tiaret (Lieutenant Robert Planchot)

#### Constantinois
- Colonel Pierre Chateau-Jobert (Adjoint Lieutenant Michel Alibert)
- Robert Martel alias le « chouan de la Mitidja ».

### Organisation hors frontière

#### OAS-Métropole
- Mission I

Colonel Hervé Le Barbier de Blignières, chef d'état-major
André Regard
Yves Gignac
Capitaine de vaisseau Jean Joba
- Mission II
  - Général Paul Vanuxem : Délégué général
  - Capitaine Pierre Sergent : chef d'état-major
    - OM Organisation des Masses (Lieutenant Daniel Godot, Adjoint adjudant-chef Marc Robin)
    - APP Action Psychologique et Propagande (Lieutenant Jacques Chadeyron)
    - ORO Organisation Renseignement Opération (Capitaine Jean-Marie Curutchet)
      - BCR Bureau Central de Renseignement (Alfred Amiot)
      - BAO Bureau d'Action Opérationnelle (Henri d'Armagnac)
      - GCM Groupement de Commandos Militaires (Commandant Georges Robin[134])
      - Bureau des Plans (Claude Capeau)

    - OMJ OAS Métro-Jeunes (Lieutenant Nicolas Kayanakis, Adjoint Jean Caunes)
    - Réseaux :
      - Bretagne (Comte Horace Savelli, compagnon de la libération
      - Sud-Ouest (Capitaine Bertrand de Gorostarzu)
      - Lorraine (Commandant Robert Vitasse)
      - Lyonnais
      - Bourguignon (Colonel Arnaud de Seze)[135]
      - Provence (Jean Reimbold, Adjoint Pierre Castellan)
      - Corse
      - ZAP Zone Autonome Paris (Bertrand de Seze)
      - Zone Autonome Saint-Maixent
      - Allemagne (Colonel Parizot)
- Mission III
  - André Canal (dit « le monocle »)
    - Action (Philippe Castille, Adjoint lieutenant Jean-Marie Vincent)
    - Propagande (Nicolas d'Andréa)
    - Logistique (Ferdinand Ferrand)
    - Finances (Camille Vignau)
- OAR Organisation Algérie Révolution
  - Capitaine Jean-Marie Curutchet
  - Capitaine Denis Baille
  - Pierre Charié-Marsaines
  - Jacques Balland
- Équipes Action de l'OAS-Algérie

#### Maquis-Résurrection-Patrie
Marcel Bouyer
Bernard Lefèvre
Capitaine de corvette Jacques Roy
- Réseaux :
  - Angoulême
  - Bayonne
  - Bordeaux
  - Dax
  - Limoges
  - Mont-de-Marsan
  - Poitiers

#### Jeune Nation
Pierre Sidos

#### OAS-Madrid
Groupe dissident revendiquant la direction centrale de l'OAS.
 Certains membres du groupe Madrid sont rapidement arrêtés par la police espagnole (Guardia civil).
Pierre Lagaillarde
Joseph Ortiz
Colonel Antoine Argoud
Colonel Charles Lacheroy

#### Autres membres

##### Morts en prison
- Commandant Robert Casati, Commandant Niaux, Charles Daudet, Jean Luc Biberson[136], Albert Garcin

##### Membres divers
- Généraux Pierre Marie Bigot, Jacques Faure, Gouraud, Jean Louis Nicot
- Colonels Joseph Broizat, Ceccaldi, de La Chapelle, Coustaux, Henri Dufour, Emery, Raymond Gorel (alias cimeterre), Pierre Lecomte, Georges Masselot, Jean Paoli, Serge-Henri Parisot, Bertrand de Seze (ancien du bataillon de Corée)
- Lieutenant colonels Armand Bénésis de Rotrou, Hubert Puga
- Commandants Bertuit, André Botella, Jean Brechignac, Marcel Forhan, Houette, Jaupart, Jaybert, Georges Marchal, Robin, Périé.
- Capitaine de corvette Jacques Woringer
- Capitaines Arfeux, Assemat, Michel Bésineau, Michel Boisson, Jean Borius, Michel Brandon, comte André Brousse de Montpeyroux (réserve), Marcel Clédic, Jean-Claude Denys, Jean Ferrandi, Filippi, Gaston, Jean Graziani[réf. nécessaire], François Le Berre, Paul-Alain Léger, Noëlle Lucchetti, Montagnon, Messud, Mosconi, Raymond Mura, Ponsolle, Pouilloux, de Saint Remy, Jean René Souètre, André Troise, Vallauri
- Lieutenant de vaisseau Cucherat
- Lieutenants Hourtoule, Claude Goulette, Georges Reynald, Bernard, Madoui, Porte, Léonardi, Mertz, Garceau, Pauc, Panzani, Henry Lobel, de la Bigne, Labriffe, René Coatalem, Christian Lefèvre
- Sous Lieutenants Claude Dupont, Guy Montero, Rémy Madoui, Jean François Collin, Charles Bourde
- Adjudant-chef Georgio Adamo Muzzati (maquis Albert)
- Adjudants Rebatel, Faye, Michel
- Sergent-chef Baude, Léonardi
- Sergent Clément, Carado, Robin
- Caporal-chef Bernard (soi-disant Gabriel, déserteur du 6e R.I., son nom est évoqué à la radio dans « Inter actualités »[137]
- Caporal De la Chapelle d'Apcher
- Légionnaire Claude Tenne, alias Marco ou Marc Tenard (Delta)[138], qui s'évadera de la prison de l'ile de Ré en 1967, légionnaire Large

### Sympathisants et soutiens
- Le commandant Raymond Muelle, campagne de Corse et d'Elbe en 1943, campagne de France en 1944, campagne d'Allemagne et d'Autriche en 1945, ancien chef du 1er bataillon de choc, lieutenant au 2e BEP en Indochine, capitaine au 11e Choc en 1954 en Algérie, commandant au SDECE en 1957. En octobre 1962, bien que n’ayant pas rejoint ceux qu’on appela « les soldats perdus », il fut arrêté et inculpé de complot contre la sûreté de l'État et de détention illégale d’armes. Il semble qu’on lui ait reproché d’avoir conservé des liens d’amitié avec certains soldats rebelles. Quant à la détention d’armes il était dit-il collectionneur, mais il ajoute avec humour : « Bon, d’accord, je n’aurais peut-être pas dû garder les munitions » (La guerre d’Algérie 54-62, Trésor du Patrimoine, volume 11). En février 1964, il est condamné avec sursis mais il est mis à la retraite d'office et doit quitter l’armée.
- Le colonel Bernard Moinet démissionne de l'armée dès qu'il apprend le massacre des Harkis. Il donna de nombreuses conférences et publia un livre (L'X en croix) en hommage au colonel Bastien-Thiry, fusillé en 1963.

### Les juifs pieds-noirs et l'OAS
Les attentats du FLN touchent également les synagogues et les rabbins : en janvier 1962, le FLN commet des attentats dans le quartier juif de Mostaganem ; une grenade est lancée sur un marché du quartier juif de Constantine en mai ; etc.
Durant cette période, la communauté juive s'oriente d'une manière générale vers une position de neutralité. Les organisations communautaires font preuve d'une extrême modération et refusent de prendre politiquement position ; pourtant certains de leurs membres s'engagent au sein de l'OAS, de manière individuelle comme Jean Ghenassia qui deviendra le lieutenant de Joseph Ortiz (selon Emmanuel Ratier), ou collectivement comme à Alger, à Oran et à Constantine où ils seront particulièrement actifs. En fait, une branche juive de l’OAS fut organisée : Organisation de l’armée secrète juive (OASJ), malgré l’opposition de l’aile maurrassienne de l’organisation mère.
Regroupés au sein des « Commandos Colline », ces groupes sont liés aux réseaux France Résurrection conduits par Elie Azoulai et Ben Attar. Ils assassineront certains élus musulmans, essaieront de mettre le feu à la prison où sont détenus des hommes du FLN, et abattront des officiers français, comme le lieutenant-colonel Pierre Rançon, chef du 2e Bureau d'Oran, chargé de la lutte anti-OAS.

### Les musulmans et l'OAS
L'OAS avait lancé un appel aux français-musulmans pour combattre auprès d'eux, contre le FLN. En 1962, on dénombre au moins deux musulmans parmi les jeunes dirigeants de l'OAS.
En 1963, Bachaga Boualam explique ainsi l'engagement de nombreux musulmans au sein de l'OAS : « Même au moment où tout était perdu, il y avait dans le cœur de certains Musulmans l'immense espoir que les chefs militaires prestigieux qui avaient été à la tête de l'Armée française et qui avaient pris la tête de l'armée secrète parviennent à la victoire. J'ai le devoir d'écrire que si de nombreux Musulmans, beaucoup plus nombreux qu'on ne le dit, se sont embarqués sur cette galère qu'ils soient du MNA ou de l'Algérie française, c'est qu'ils voyaient dans l'OAS une planche de salut, leur dernière avant de s'avouer vaincus, avant de dire définitivement, nous avons été trahis ».

## Postérité
La mouvance nationale-révolutionnaire (ou NR) en France apparaît dès la chute de l'Algérie française. Selon Nicolas Lebourg, « Issus du combat colonialiste, les cadres NR se sont convertis à l’anti-impérialisme et sont entrés en contact avec les régimes révolutionnaires du monde arabe – Libye, Irak et Syrie en particulier. À partir de 1967, ils ont adopté le discours d’origine soviétique d’assimilation du sionisme au colonialisme et au nazisme. Ils l’ont orienté afin de le mettre en symbiose avec leur dénonciation du pacte de colonisation de l’Europe qu’eût été le sommet de Yalta. Dès 1968, leur presse conspue « le mondialisme » d’un capitalisme homogénéisant les peuples (métissage par l’immigration) et cultures (impérialisme culturel américain et « colonisation » de l’Europe par les immigrés) ». L'Association pour la défense des intérêts moraux et matériels des anciens détenus de l'Algérie française, avec des anciens de l'OAS, rend hommage au groupe avec des controverses.

### Groupuscules se réclamant héritiers de l'OAS en 2017 et 2018
L'OAS a cessé ses activités en 1965. Bien que le groupe ait disparu au cours des années 1960, deux groupuscules se réclamant héritiers de l'OAS sont apparus brièvement en 2017. L'un d'eux comportait une dizaine d'individus, l'autre était constitué d'un unique adolescent. Ils ne sont donc pas comparables à une renaissance de leur modèle.
En octobre 2017, le premier groupuscule qui se faisait appeler OAS, constitué de huit personnes dont trois mineurs, « projetait des attentats sans préparation concrète contre des hommes politiques pendant la campagne présidentielle ».
Le second groupuscule était constitué d'un unique mineur isolé se faisant passer pour un commando nommé « CDPPF » ou « OAS 26 septembre ». Il s'est rendu à la police le 29 janvier 2018 après plusieurs agressions racistes au marteau et deux tentatives d'incendie contre l'université de Bourgogne entre-autres. Il a été condamné à dix ans de prison ferme le 20 mai 2021.

#### Ouvrages publiés
- Henri Azeau, Révolte militaire, Alger, 22 avril 1961, Plon, 1961
- Gabriel Bastien-Thiry, Plaidoyer pour un frère fusillé, La table ronde, 1966
- Geneviève Bastien-Thiry, Bastien-Thiry, vérité, Cercle Jean Bastien-Thiry, 1985
- Cercle Jean Bastien-Thiry, Présence de Jean Bastien-Thiry, Cercle Jean Bastien-Thiry, 1996
- Georges Bidault, Le point, La table ronde, 1968
- Georges Bidault, D'une résistance à l'autre, les presses du siècle, 1965
- Saïd Boualam, Mon pays, la France, France Empire, 1962
- Raphaëlle Branche, « FLN et OAS : deux terrorismes en guerre d'Algérie », in Revue Européenne d'Histoire / European Review of History, vol. 14, no 3, 2012, p. 325-342, [lire en ligne] sur le site HAL-SHS (Hyper Article en Ligne - Sciences de l'Homme et de la Société)
- Robert Buchard, Organisation Armée Secrète, Éditions Albin Michel, 1963
- Fernand Carreras, L'accord FLN-OAS, Éditions Robert Laffont, 1967
- François Casta, Le drame spirituel de l'armée, 1962
- Maurice Challe, Notre révolte, Presses de la cité, 1968
- Frédéric Charpier, Les plastiqueurs: Une histoire secrète de l'extrême droite violente, La Découverte, 2018, 376 p.  (ISBN 9782707196491)
- Yves Courrière, La guerre d'Algérie - tome IV - Les feux du désespoir, Paris, Le livre de poche, 1974, 794 p. (ISBN 2-253-00092-2)
- Pierre Démaret et Christian Plume, Objectif De Gaulle, Éditions Robert Laffont, 1973
- Jacques Demougin, Les mensonges de la guerre d'Algérie, France Loisirs, 2005
- Arnaud Déroulède, OAS. Étude d'une organisation clandestine, Curutchet, 1997
- Georges Dillinger, Le meurtre des départements d'Algérie, Atelier Fol'fer, 2008
- Anne-Marie Duranton-Crabol, Le temps de l'OAS, Éditions Complexe, 1995
- Anne-Marie Duranton-Crabol, L'OAS La peur et la violence, Éditions Complexe, 2012, 192 p. (ISBN 978-2874951749).
- Maurice Faivre, Un village de Harkis, Éditions L'Harmattan, 1994
- Maurice Faivre, Les combattants musulmans de la guerre d'Algérie, Éditions L'Harmattan, 1995
- Maurice Faivre, Les archives inédites de la politique algérienne 1958-1962, Éditions L'Harmattan, 2000
- Maurice Faivre, Conflits d'autorité durant la guerre d'Algérie, Éditions L'Harmattan, 2004
- Maurice Faivre, Le renseignement dans la guerre d'Algérie, Lavauzelle, 2006
- Maurice Faivre, La croix rouge pendant la guerre d'Algérie, Lavauzelle, 2007
- Georges Fleury, Tuez De Gaulle!. Histoire de l'attentat du Petit-Clamart, Éditions Grasset, 1996
- Georges Fleury, Histoire secrète de l'OAS, Éditions Grasset, 2002
- Pascal Gauchon et Patrick Buisson, OAS. Histoire de la Résistance française en Algérie, Éditions Jeune Pied Noir, 1984
- Camille Gilles, Jésus et ses apôtres, Éditions Julliard, 1973
- Anderson Grey, La guerre civile en France, 1958-1962. Du coup d'État gaulliste à la fin de l'OAS, éditions La Fabrique (2018).
- Vincent Guibert, Les commandos Delta, Curutchet, 2000
- Mohammed Harbi et Benjamin Stora, La guerre d'Algérie, 1954-2004, la fin de l'amnésie, Hachette, 2004
- Alexander Harrison, Le défi à De Gaulle. L'OAS et la contre-révolution en Algérie, 1954-1962, Éditions L'Harmattan, 2008
- Philippe Heduy, Algérie française 1942-1962, Société de production littéraire, 1980
- Paul Henissart, Les combattants du crépuscule : la dernière année de l'Algérie française, Éditions Grasset, 1970
- Paul Hongrois, Voyage au cœur de la lutte contre l'OAS, Nouveau Monde, 2022
- Alistair Horne, Histoire de la guerre d'Algérie, Éditions Albin Michel, 1980
- Jean-Jacques Jordi, Les disparus civils européens de la guerre d'Algérie : un silence d'état, Soteca, 2011
- Jean-Jacques Jordi et Guy Pervillé, Alger 1940-1962 : une ville en guerre, Autrement, 1999
- Rémi Kauffer, OAS. Histoire d'une organisation secrète, Fayard, 1986
- Rémi Kauffer, OAS. Histoire d'une guerre franco-française, Éditions du Seuil, 2002
- Rémi Kauffer, OAS : la guerre franco-française d'Algérie, dans Harbi Mohammed et Stora Benjamin, La guerre d’Algérie, 1954-2004, la fin de l’amnésie, p. 454
- Robert Ménard et Thierry Rolando, Vive l'Algérie française, Mordicus, 2012
- Bernard Moinet, Journal d'une agonie, Confrérie Castille, 1999
- Jean Monneret, La phase finale de la guerre d'Algérie, Éditions L'Harmattan, 2000
- Jean Monneret, La tragédie dissimulée : Oran, 5 juillet 1962, Éditions Michalon, 2006
- Jean Monneret, La guerre d'Algérie en trente-cinq questions, Éditions L'Harmattan, 2008
- Jean Monneret, Une ténébreuse affaire : la fusillade du 26 mars 1962 à Alger, Éditions L'Harmattan, 2009
- Guy Pervillé, Pour une histoire de la guerre d'Algérie, Éditions Picard, 2002
- Guy Pervillé, Atlas de la guerre d'Algérie, Autrement, 2003
- Guy Pervillé, La guerre d'Algérie, Presses universitaires de France, 2007
- Jean-Bernard Ramon, L'OAS et ses appuis internationaux. Alliés, influences et manipulations extérieures, Atelier Fol'fer, 2008
- Jacques Rouvière, Le putsch d'Alger, France Empire, 1976
- Alain Ruscio, Nostalgérie, l'interminable histoire de l'OAS , La Découverte, 2015
- Clément Steuer, Susini et l'O.A.S., L'Harmattan, 2004
- Henri-Jean Thomas, Le terrorisme urbain en 1962 à Alger: Delta 7, L'Harmattan, 2000
- Philippe Tripier, Autopsie de la guerre d'Algérie, France Empire, 1972
- Guillaume Zeller, Oran, 5 juillet 1962 : un massacre oublié, Paris, Tallandier, 2012, 221 p. (ISBN 978-2-847-34899-6 et 2-847-34899-9, OCLC 782105265)

#### Revues
- Historia Magazine - La Guerre d'Algérie , Librairie Jules Tallandier, de 1971 à 1974 (112 numéros)
- L'OAS et la guerre d'Algérie, Enquête sur l'histoire, printemps 1992, no 2

#### Travaux universitaires
- Olivier Dard, Voyage au cœur de l'OAS, Paris, Éditions Perrin, 2005, 423 p. (ISBN 2-262-01154-0, présentation en ligne), [présentation en ligne]
Réédition revue : Voyage au cœur de l'OAS, Paris, Éditions Perrin, coll. « Tempus » (no 367), 2011, 533 p. (ISBN 978-2-262-03499-3, présentation en ligne)
- Olivier Dard (dir.) et Victor Pereira (dir.), Vérités et légendes d'une OAS internationale, Paris, Riveneuve éditions, coll. « Actes académiques », 2013, 256 p. (ISBN 978-2-36013-187-7, présentation en ligne)
- Fontan Emmanuel, La répression de l'OAS à Paris entre avril 1961 et mai 1962. L'autre bataille de Paris ?, mémoire de Master 1 d'histoire contemporaine sous la direction du professeur Jacques Frémeaux, université de Paris IV-Sorbonne, 2006
- Goutalier Régine, L'OAS en Oranie, Aix-en-Provence, 1975
- Herman Bernard, Les Attentats de l'OAS à Paris et leurs représentations. D'avril 1961 à juillet 1962, mémoire de maîtrise d'histoire contemporaine sous la direction du professeur Michel Pigenet, université de Paris I-Sorbonne, 2003
- Lancelot Marie-Thérèse, L'Organisation Armée Secrète, Fondation nationale des sciences politiques, 1963

#### Témoignages
- Membres de l'OAS
  - Antoine Argoud, La décadence, l'imposture et la tragédie, Fayard, 1974
  - Jean Bastien-Thiry, Déclaration du Colonel Bastien Thiry, 2 février 1963, Éditions du fuseau, 1963
  - Belvisi Armand, L'attentat, indicatif Echo/Gabriel, La table ronde, 1972
  - Belvisi Armand, Les sacrifiés
  - Hervé Le Barbier de Blignières, Sur ma vie, Cercle national Jeanne d'Arc, 1989
  - Brun Jean-Pierre, J'étais dans l'OAS Métro Jeunes, Dualpha
  - Buscia Gilles et Zehr Patrice, Au nom de l'OAS : Objectif Pompidou, Éditions Alain Lefeuvre, 1980
  - Buscia Gilles et Zehr Patrice, Au nom de l'OAS : Requiem pour une cause perdue, Éditions Alain Lefeuvre, 1981
  - Castano José, Les larmes de la passion, SHE, 1982, Afin que nul n'oublie
  - Castano José, Les seigneurs de la guerre. L'odyssée et la fin tragique du 1er REP en Algérie, à compte d'auteur
  - de Chanterac Arnaud, Écrits de vie et de combats
  - Pierre Chateau-Jobert, Feux et lumière sur ma trace, Presse de la cité, 1978
  - Coral (Jacques de Larocque Latour), Journal d'un embastillé sous la Ve République, Éditions Saint Just, 1962
  - Costagliola Sauveur, Nous qui avons été ceux-là, Éditions Aux échos d'Alger
  - Curutchet Jean-Marie, Je veux la tourmente, Éditions Robert Laffont, 1973
  - Curutchet Jean-Marie, Le procès Jean Marie Curutchet- Compte rendu sténographique des débats, Nouvelles éditions latines, 1965
  - Pierre Descaves Une autre histoire de l'OAS : Topologie d'une désinformation, Atelier Fol'Fer, 2008  (ISBN 978-2-9527663-3-3)
  - Ferrandi Jean, 600 jours avec Salan, Éditions : Arthème Fayard, 1969
  - Fraysse Edmond, Commando Delta: Confessions d'un soldat de l'OAS, Paris, Nouveau Monde, 2021
  - Giacomoni Pierre-Dominique, J'ai tué pour rien. Un commando Delta à Alger, Paris, Fayard, 1974
  - Yves Godard, Les 3 batailles d'Alger, Tome 1 Les Paras dans la ville, Fayard, 1972
  - Pierre Guillaume, Mon âme à Dieu, mon corps à la patrie, mon honneur à moi, Plon, 2006
  - Régis GUILLEM, " Et la levêche souffla sur l'Oranie " Yvelinedition
  - Roger Holeindre, L'homme qui faisait se battre les Français entre eux, histoire du gaullisme, Éditions d'Héligoland, 2009, / Réponse aux traîtres, aux porteurs de valises et à M. Bouteflika.
  - Edmond Jouhaud, Ô mon pays perdu. De Bou-Sfer à Tulle, Fayard, 1969
  - Jouhaud Edmond, Ce que je n'ai pas dit, Fayard, 1977
  - Jouhaud Edmond, La vie est un combat, Fayard, 1974
  - Nicolas Kayanakis, Derniers châteaux en Espagne, La Table Ronde, 1966
  - Kayanakis Nicolas, Algérie 1960 : La victoire trahie, Atlantis, 1999
  - Lacheroy Charles, De St Cyr à l'action psychologique, Lavauzelle, 2004
  - Pierre Lagaillarde, On a triché avec l'honneur, La table ronde, 1961
  - Léger Paul-Alain, Aux carrefours de la guerre
  - Madoui Rémy, J'ai été fellagha, officier français et déserteur, du FLN à l'OAS, 2004
  - Robert Martel, La contre révolution française en Algérie, Diffusion de la Pensée Française, 1973
  - Mazzarino Henri, Les oranges amères de Blida, Editions Atlantis, 2011
  - Jean-Pax Méfret, Jusqu'au bout de l'Algérie française - Bastien Thiry, Pygmalion, 2007
  - Jean-Pax Méfret, 1962, l'été du malheur, Pygmalion, 2007
  - Jean-Pax Méfret, chansons l'hymne des pieds noirs, la prière, messages de Noël 1968 pour l'amnistie, lieutenant Roger Degueldre, l'erreur du général, je ne vous garde pas rancune je vous plains, les barricades, le pain de la misère, le poulpe, Santa Cruz, un Noël à Alger, la médaille, le pays qui n'existe plus, la colère, ceux qui ont choisi la France, la nostalgérie, Djebel amour, la réponse pour l'amnistie
  - Merciecca José, Bône et l'OAS
  - Micheletti Claude, Fors l'honneur. La guerilla OAS à Oran en 1961-1962, Curutchet, 2002
  - Montagnon Pierre, La guerre d'Algérie genèse et engrenage d'une tragédie, L'affaire Si Salah secret d'état, Histoire de l'Algérie des origines à nos jours,  Pas même un caillou
  - Montpeyroux-Brousse, Pour la France, faut il suivre Salan ?, Auguste Minet, 1962
  - Mouton-Raimbault Claude,  Pierre Delhomme, de l'Algérie française à l'expiation, Éditions de Chiré, 2003
  - Muzzati Giorgio Adamo, Dernier baroud pour l'honneur, Éditions Italiques
  - OAS parle, Éditions Julliard, 1964 [Recueil de documents]
  - Joseph Ortiz, Mes combats
  - Jean-Claude Pérez, Vérités tentaculaires sur l'OAS et la guerre d'Algérie, Dualpha, 2006
  - Pérez Jean-Claude, Islamisme dans la guerre d'Algérie, Dualpha, 2004
  - Pérez Jean-Claude, Le sang d'Algérie, Éditions Camelot et de la joyeuse garde, 1992
  - Pérez Jean-Claude, Debout dans ma mémoire- Tourments et tribulations d'un réprouvé de l'Algérie française, Harriet, 1996
  - Pujante Guy, Itinéraire Lambda
  - Quivy Antoine, Les soldats perdus. Des anciens de l'OAS racontent, Seuil, 2003.
  - Reimbold Jean, Pour avoir dit non, La Table Ronde, 1966
  - Robin Georges, Commandant rebelle
  - Rossfelder André, Le onzième commandement, Gallimard, 2000 [[ présentation en ligne]]
  - de St Marc Hélie, Les champs de braise, Perrin, 1995
  - Raoul Salan, Mémoires, fin d'un empire, 4 tomes, Presses de la cité, 1970
  - Pierre Sergent, Ma peau au bout de mes idées, La Table Ronde, 1967 / Je ne regrette rien, Fayard, 1972
  - Jacques Soustelle, 28 ans de Gaullisme, la table ronde, 1968
  - Soustelle Jacques, Sur une route nouvelle, le Fuseau, 1964
  - Soustelle Jacques, L'espérance trahie, éditions de l'Alma, 1962
  - Soustelle Jacques, Envers et contre tout, Crémille, 1970
  - Soustelle Jacques, Lettre ouverte aux victimes de la décolonisation, Albin Michel, 1973
  - Soustelle Jacques, La page n'est pas tournée, La table ronde, 1965
  - Jean-Jacques Susini, Histoire de l'OAS, La Table Ronde, 1963
  - Tenne Claude, Mais le diable marche avec nous
  - de la Tocnaye Alain, Comment je n'ai pas tué De Gaulle, Edmond Nalis, 1969
  - Troise André, Crimes d'État d'un chef d'État, Éditions Dualpha, 2005
  - Vaudrey Marie-Thérèse, Phuoc la maison du bonheur, Julliard, 1973
  - Comité VERITAS, Alger 26 mars 62, Nouveau livre blanc sur un crime d'État
  - André Zeller, Dialogues avec un général, Presses de la cité, 1974
  - 1er REP, Chants d'honneur et de fidélité, disque SERP, 1961
  - Le procès du Petit Clamart, disque SERP, 1963
  - La guerre d'Algérie, coffret 4 disques SERP
  - Ils étaient 26 français…, enregistré à la prison de la Santé lors de la révolte du 30 novembre 1961, CD, Histoire et Mémoire
- Responsables de la lutte contre l'OAS
  - Lucien Bitterlin, Histoire des barbouzes, éd. du Palais Royal, 1972
  - Bitterlin Lucien, Nous étions tous des terroristes. L'histoire des barbouzes contre l'OAS en Algérie, éd. Témoignage chrétien, 1983 (préface de Louis Terrenoire)
  - Jacques Delarue, L'O.A.S. contre De Gaulle, Fayard, 1994
  - Hongrois Christian, Fils de barbouze : Les archives secrètes de la lutte contre l'OAS, Nouveau Monde, 2021, 348 p.  (ISBN 978-238094-262-0).
  - Joseph Katz, Pour l'honneur d'un général, L'Harmattan, 1993
  - Pierre Lemarchand, Barbouze du Général, Le cherche midi, 2005
  - Constantin Melnik, Mille jours à Matignon. Raisons d'État sous de Gaulle. Guerre d'Algérie, 1959-1962, Grasset, 1988
  - Melnik Constantin, La mort était leur mission, Plon, 1996
  - Melnik Constantin, Politiquement incorrect, Plon, 1999
  - Morland, Barangé, Martinez, Histoire de l'Organisation de l'Armée Secrète, Éditions Julliard, 1964
- Victimes et familles de victimes de l'OAS
  - Jean-Philippe Ould Aoudia, La Bataille de Marignane - 6 juillet 2005 - La République, aujourd'hui, face à l'OAS, suivi de Mort pour la France - 31 mai 1961 - Alger de Jean-François Gavoury, Éditions Tirésias, 2006
- Victimes et familles de victimes des barbouzes
  - Alexandre Tislenkoff, J'accuse Lemarchand, Éditions saint just, 1966

#### Fictions
- Bandes dessinées
  - Louis Joos, Yann, O.A.S, Aïscha, Glénat, 1990

- Romans
  - Thomas Cantaloube, Requiem pour une République, Gallimard Série noire, 2019

### Filmographie

#### Fictions
- The Saint ou Le Saint épisode The Work of Art ou Le Chef-d'œuvre d'art de Peter Yates (1963)
- L'Insoumis d'Alain Cavalier (1964)
- Le Cercle rouge de Jean-Pierre Melville (1970) mentionne l'évasion de Claude Tenne
- The day of the Jackal ou Chacal de Fred Zinnemann (1973)
- Le complot de René Gainville (1973)
- Le Juge Fayard dit « le Shériff » d'Yves Boisset (1977) : l'un des principaux protagonistes a fait partie de l'OAS
- Certaines nouvelles de Jacques Davila (réalisé en 1976, sorti en France en 1979, Prix Jean-Vigo)
- Le Crabe-Tambour de Pierre Schoendoerffer (1977), 3 Césars
- Navarro, l'épisode « Mademoiselle Navarro »
- Au service de la France (saison 2, 2018)

#### Documentaires
- La Guerre d'Algérie de Yves Courrière et Philippe Monnier (1972)
- De Gaulle et l'OAS de Pierre Abramovici (1991)
- OAS, l'histoire interdite de François Margolin et Georges-Marc Benamou (2003)
- OAS, un passé très présent de Djamel Zaoui (Les Films du paradoxe) (2008)
- L'OAS raconte l'OAS de Nicolas Cotto (Les films du Bouloi et la chaine Histoire) (2011)
- L'OAS de Ali Fateh Ayadi produit par la télévision Algérienne
- Vers l'indépendance (1959-1960) de Georges-Marc Benamou et Benjamin Stora, (2022)